# Campionatul European de Fotbal
Campionatul European de Fotbal UEFA, cunoscut informal și ca UEFA Euro sau simplu  Euro, este principalul turneu de fotbal organizat de Uniunea Asociațiilor Europene de Fotbal (UEFA). Competiția este disputată de echipele naționale masculine de seniori ale membrilor UEFA și desemnează campioana continentală a Europei. Este al doilea cel mai urmărit turneu de fotbal din lume, după Campionatul Mondial de Fotbal; finala Euro 2016 a fost urmărită de o audiență globală de aproximativ 600 de milioane de spectatori. Competiția are loc din patru în patru ani începând din 1960, cu excepția ediției din 2020, când a fost amânată pentru 2021 din cauza pandemiei de COVID-19 din Europa, dar a păstrat numele de „Euro 2020”. Programată să se desfășoare în anii pari dintre edițiile Cupei Mondiale FIFA, a fost inițial numită Cupa Națiunilor Europene, înainte de a-și schimba denumirea actuală în 1968. Din 1996, evenimentele individuale au fost denumite drept „UEFA Euro [an]”.
Campionatul European se poate desfășura într-o singură țară sau în mai multe țări. Țările gazdă sunt anunțate de UEFA cu cel puțin cinci ani înainte de ediția respectivă. Înainte de a participa la turneu, toate echipele, cu excepția națiunilor gazdă (care se califică automat), participă la un proces de calificare. Până în 2016, câștigătoarea campionatului putea participa în Cupa Confederațiilor FIFA din anul următor, dar nu era obligată să o facă. Începând cu ediția din 2020, câștigătoarea participă la Cupa Campionilor CONMEBOL-UEFA. 
Cele șaisprezece turnee ale Campionatului European au fost câștigate de zece echipe naționale: Spania a câștigat patru cupe, Germania trei trofee, Italia și Franța au câștigat câte două cupe, iar Uniunea Sovietică, Cehoslovacia, Țările de Jos, Danemarca, Grecia și Portugalia au câștigat câte o cupă. Până în prezent, Spania este singura echipă care a câștigat ediții consecutive, făcând acest lucru în 2008 și 2012.
Cel mai bun rezultat al României a fost calificarea în sferturi de finală în 2000. România a mai participat la Euro 1984, Euro 1996, Euro 2000, Euro 2008, Euro 2016 și Euro 2024. Moldova nu s-a calificat niciodată la turneul final.
Cel mai recent campionat, desfășurat în Germania în 2024, a fost câștigat de Spania, care și-a ridicat al patrulea titlu european după ce a învins Anglia în finala de pe Stadionul Olimpic din Berlin.

## Istoric

### Începuturile
Turneele regionale pentru echipele naționale au existat înainte de apariția unei competiții cu adevărat paneuropene. Începând din 1883, Campionatul Intern Britanic a fost o competiție anuală disputată între cele patru echipe naționale ale Regatului Unit: Anglia, Scoția, Țara Galilor și Irlanda. Până la intrarea acestor echipe naționale în Campionatul Mondial de Fotbal din 1950, acesta a fost cel mai important turneu internațional la care au participat aceste națiuni. În mod similar, din 1927 până în 1960, Cupa Internațională a Europei Centrale a avut loc de șase ori. Aceasta a inclus echipele naționale ale Austriei, Ungariei, Italiei, Cehoslovaciei, Elveției și Iugoslaviei. Ideea unui turneu paneuropean de fotbal a fost propusă pentru prima dată de secretarul general al Federației Franceze de Fotbal, Henri Delaunay, în 1927, dar abia în 1958 a fost luată cu adevărat în considerare, la trei ani după moartea lui Delaunay. În onoarea lui Delaunay, trofeul acordat campioanelor poartă numele acestuia. Prima ediție, cea din 1960, desfășurată în Franța, a avut patru echipe participante în turneul final din cele 17 care s-au înscris în competiție. Aceasta a fost câștigat de Uniunea Sovietică, învingând Iugoslavia cu 2-1 într-o finală tensionată la Paris. Spania s-a retras din meciul din sferturile de finală împotriva Uniunii Sovietice din cauza a două proteste politice. Din cele 17 echipe care au intrat în turneul de calificare, absențe notabile au fost Anglia, Țările de Jos, Germania de Vest și Italia.
Spania a găzduit următorul turneu în 1964, care a înregistrat o creștere a numărului de participanți la turneul de calificare, 29; Germania de Vest a fost din nou o absență notabilă, iar Grecia s-a retras după ce a fost trasă la sorți împotriva Albaniei, cu care se afla încă în război. Gazdele au învins deținătoarea titlului, Uniunea Sovietică, cu 2-1 pe stadionul Santiago Bernabéu din Madrid.

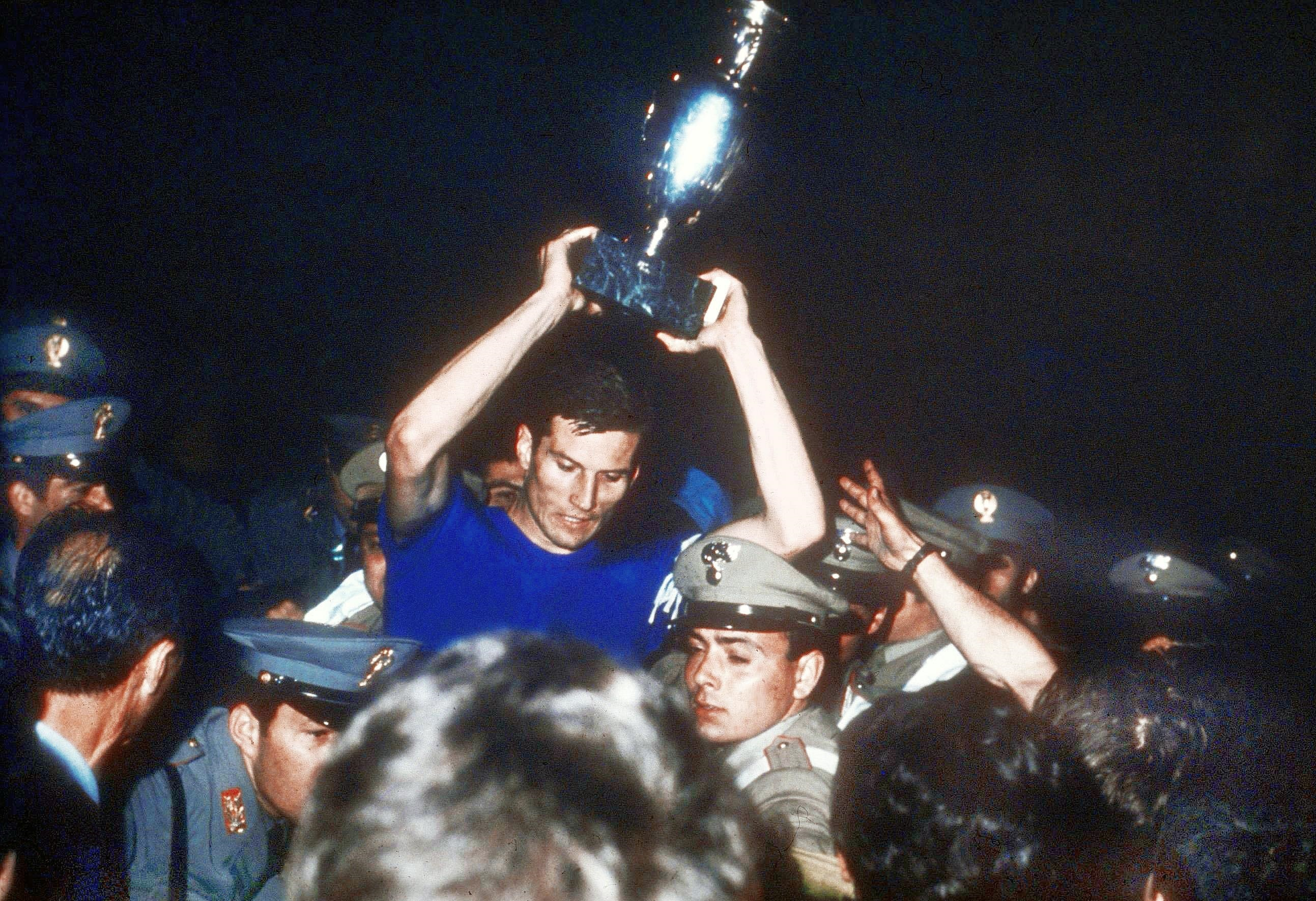
Căpitanul Italiei, Giacinto Facchetti, ridicând trofeul după câștigarea turneului din 1968.

Formatul turneului a rămas același și pentru ediția din 1968, găzduită și câștigată de Italia. Pentru prima și singura dată, un meci a fost decis prin aruncarea cu banul (semifinala dintre Italia și Uniunea Sovietică), iar finala a fost rejucată, după ce meciul cu Iugoslavia s-a terminat 1-1. Italia a câștigat rejucarea cu 2-0. Mai multe echipe s-au înscris la acest turneu (31), o dovadă a popularității în creștere a acestuia.
Belgia a găzduit turneul din 1972, pe care Germania de Vest l-a câștigat, învingând Uniunea Sovietică cu 3-0 în finală, cu golurile marcate de Gerd Müller (de două ori) și Herbert Wimmer, pe stadionul Heysel din Bruxelles.
Turneul din 1976 din Iugoslavia a fost ultimul la care au participat doar patru echipe la turneul final și ultimul la care gazdele au trebuit să se califice. Cehoslovacia a învins Germania de Vest la loviturile de departajare, fiind introduse pentru a înlocui eventuala rejucare a unui meci încheiat la egalitate. După șapte transformări reușite, Uli Hoeneß a ratat, lăsându-i cehoslovacului Antonín Panenka ocazia de a înscrie și de a câștiga turneul. O lovitură de pedeapsă „lobată”, descrisă de UEFA ca fiind „poate cea mai faimoasă lovitură de pedeapsă din toate timpurile” a asigurat victoria Cehoslovaciei, care s-a impus cu 5-3 la penalty-uri.

### Extinderea la opt echipe
Competiția a fost extinsă la opt echipe pentru turneul din 1980, găzduit din nou de Italia. Acesta a implicat o fază a grupelor, câștigătoarele grupelor urmând să dispute finala, iar ocupantele locului al doilea jucând în barajul pentru locul al treilea. Germania de Vest a câștigat al doilea său titlu european învingând Belgia cu 2-1, cu două goluri marcate de Horst Hrubesch pe Stadio Olimpico din Roma. Hrubesch a marcat în prima repriză, înainte ca René Vandereycken să egaleze pentru Belgia dintr-un penalty în repriza a doua. Cu două minute înainte de final, Hrubesch a marcat cu capul pentru Germania de Vest, după un corner executat de Karl-Heinz Rummenigge.
Franța a câștigat primul său titlu major pe teren propriu la turneul din 1984, căpitanul Michel Platini marcând 9 goluri în doar 5 meciuri, inclusiv primul gol din finală, în care a învins Spania cu 2-0. De asemenea, formatul s-a schimbat, primele două echipe din fiecare grupă trecând în semifinale, în loc ca învingătoarele din fiecare grupă să meargă direct în finală. De asemenea, a fost eliminat barajul pentru locul al treilea. Echipele învinse din semifinale au câștigat ambele medalia de bronz, practică menținută și în prezent.

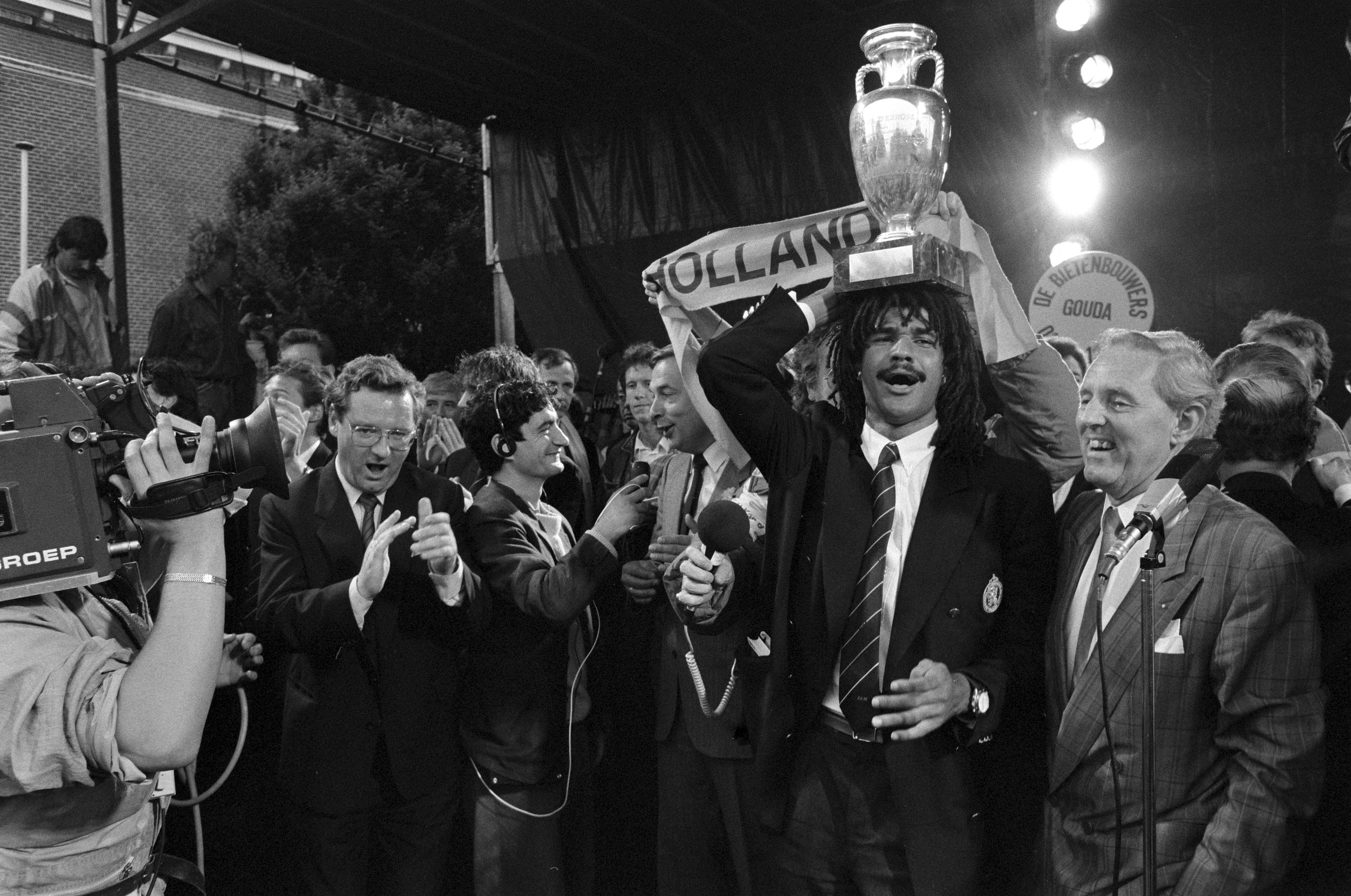
Ruud Gullit și echipa Țărilor de Jos sărbătorind câștigarea trofeului din 1988

Germania de Vest a găzduit UEFA Euro 1988, dar a pierdut cu 2-1 în fața Țărilor de Jos, rivala sa tradițională, în semifinale. Țările de Jos a continuat să câștige turneul într-o revanșă a primului meci din faza grupelor, învingând Uniunea Sovietică cu 2-0 pe Stadionul Olimpic din München. Marco van Basten a marcat al doilea gol, un voleu peste portar din partea dreaptă, care este adesea considerat unul dintre cele mai bune goluri marcate vreodată.
UEFA Euro 1992 a avut loc în Suedia și a fost câștigat de Danemarca, care s-a calificat în finală doar după ce sancțiunile ONU au împiedicat participarea Iugoslaviei, deoarece unele dintre statele care constituiau Republica Socialistă Federativă Iugoslavia se aflau în război între ele. Danezii au învins Țările de Jos, deținătoarea trofeului, la lovituri de departajare în semifinale, apoi au învins campioana mondială Germania cu 2-0 în finală. Acesta a fost primul turneu major la care numele jucătorilor au fost imprimate pe spate.

### Extinderea la 16 echipe

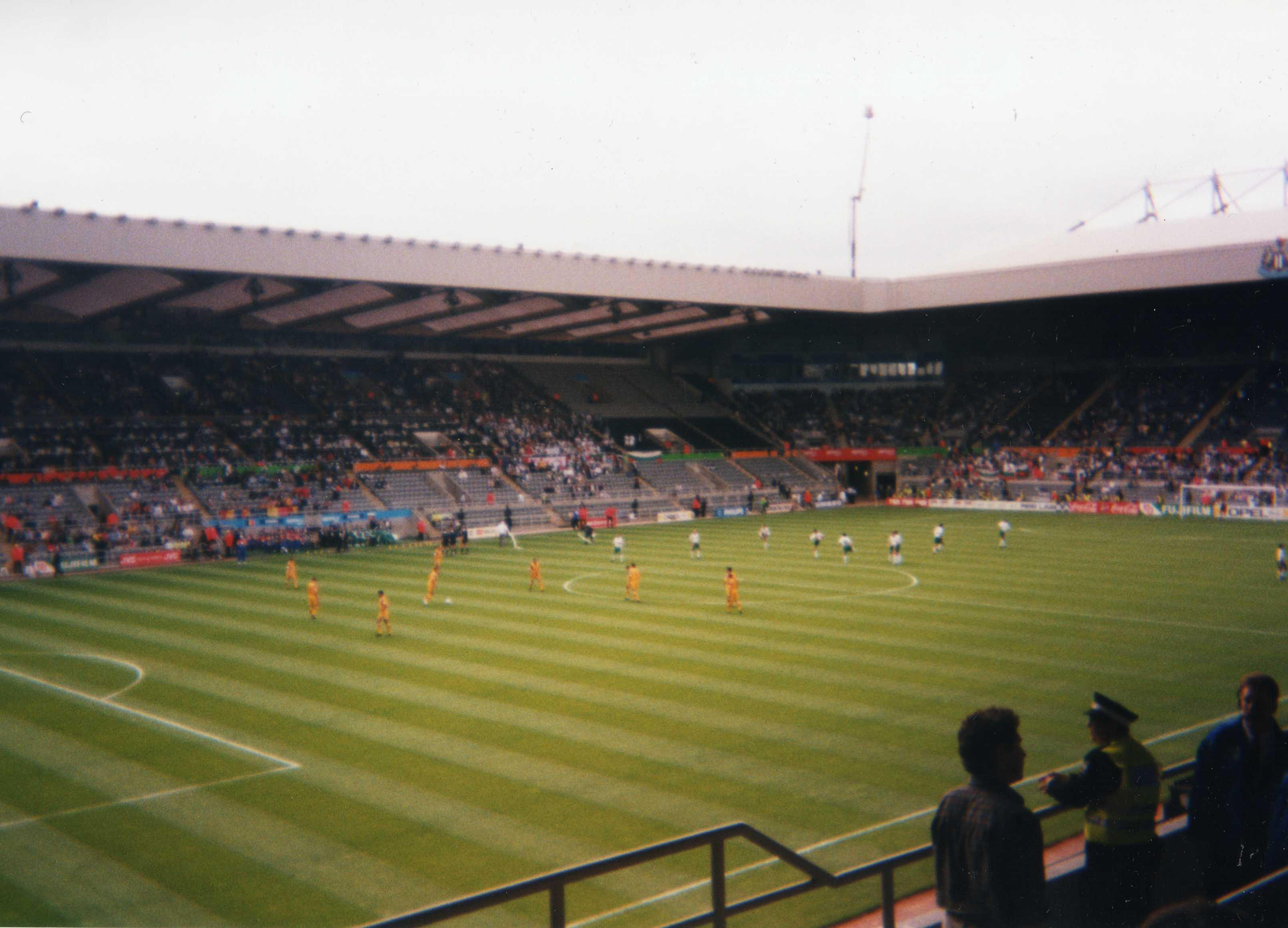
Fotografie din meciul României împotriva Bulgariei de la Euro 1996.

Anglia a găzduit UEFA Euro 1996, primul turneu care a folosit nomenclatura „Euro [an]” și care avea să dubleze numărul echipelor participante la 16. Gazdele, într-o reeditare a semifinalei Cupei Mondiale FIFA 1990, au fost eliminate la loviturile de departajare de Germania. Echipa surpriză a turneului a fost nou-formata Cehia, participantă la prima sa competiție internațională după dizolvarea Cehoslovaciei, care a ajuns în finală după ce a învins Portugalia și Franța în faza eliminatorie. Germania avea să câștige finala cu 2-1, grație primului gol de aur marcat vreodată la un turneu major, înscris de Oliver Bierhoff după cinci minute de prelungiri. Acesta a fost primul titlu al Germaniei ca națiune unificată.

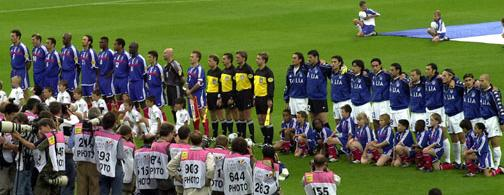
Echipele Franței (stânga) și Italiei (dreapta) înaintea finalei de la Euro 2000.

UEFA Euro 2000 a fost primul turneu organizat de două țări, în Țările de Jos și Belgia. Franța, campioana mondială în exercițiu, era favorită la victorie și s-a ridicat la înălțimea așteptărilor când a învins Italia cu 2-1 după prelungiri, după ce a fost condusă cu 1-0: Sylvain Wiltord a egalat în ultimul minut al timpului regulamentar, iar David Trezeguet a marcat golul de aur al victoriei în prelungiri.

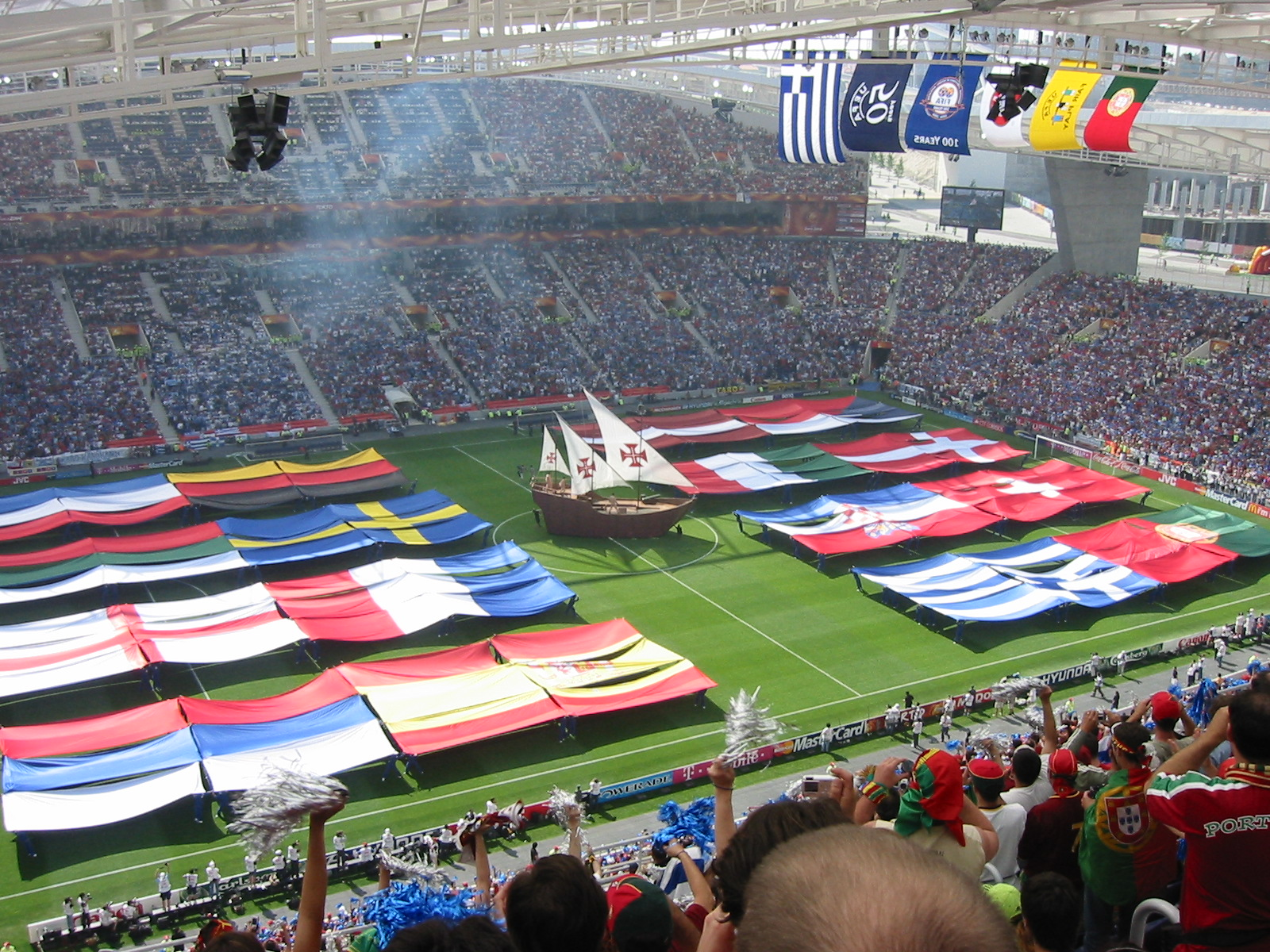
Ceremonia de deschidere a UEFA Euro 2004 în Portugalia.

UEFA Euro 2004, la fel ca și ediția din 1992, a produs o surpriză: Grecia, care se calificase până atunci doar la o singură Cupă Mondială (1994) și la un Campionat European (1980), a învins în finală gazda Portugalia cu 1-0 (după ce o învinsese și în meciul de deschidere al turneului) cu un gol marcat de Angelos Charisteas în minutul 57, câștigând un turneu la care i se dăduse o cotă de 150-1 pentru a ridica trofeul înainte de a începe (fiind a doua echipă cu cele mai mici șanse de reușită, după Letonia). În drumul lor spre finală, au învins și Franța, deținătoarea trofeului, precum și Cehia cu un gol de argint, o regulă care a înlocuit precedentul gol de aur în 2003, înainte de a fi abolită la rândul ei la scurt timp după acest turneu.

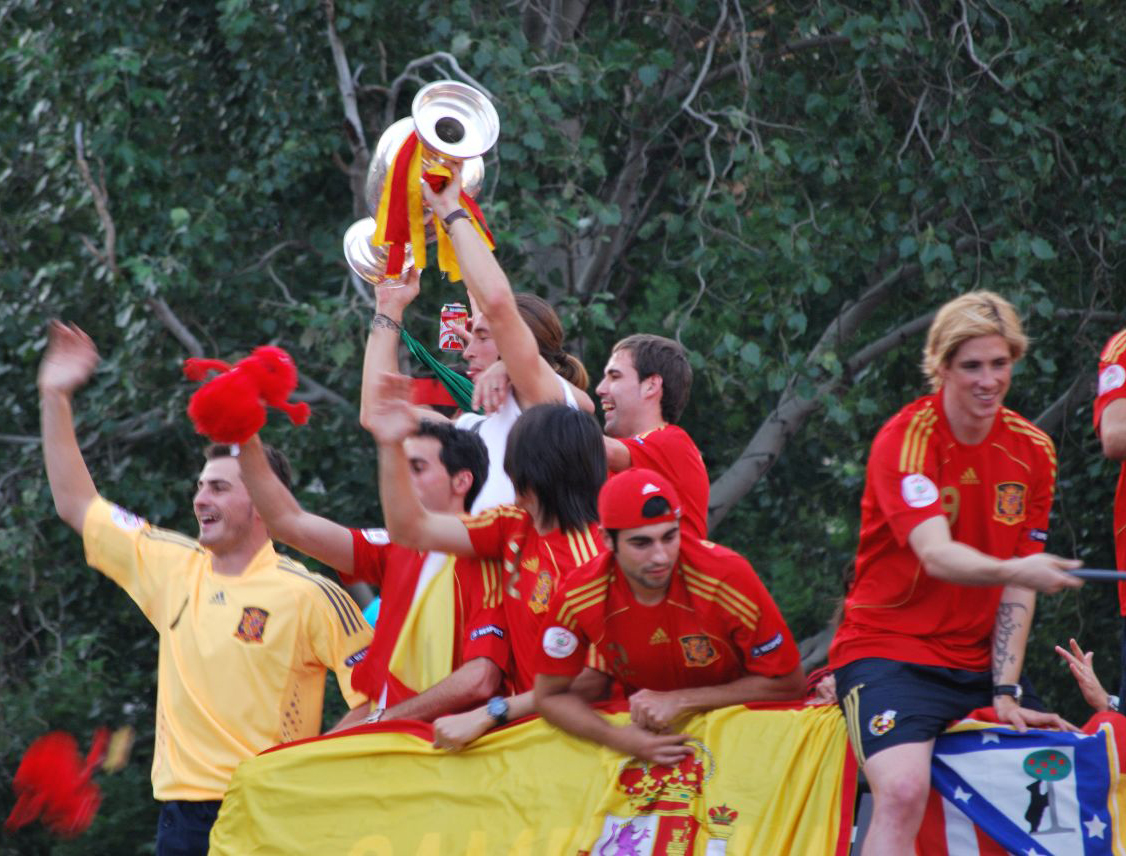
Jucătorii Spaniei sărbătorind câștigarea trofeului Euro 2008.

Turneul din 2008, găzduit de Austria și Elveția, a marcat a doua oară când două națiuni au fost co-organizatoare și prima ediție în care a fost acordat noul trofeu. A început pe 7 iunie și s-a încheiat pe 29 iunie. Finala dintre Germania și Spania a avut loc pe Ernst-Happel-Stadion din Viena. Spania a învins Germania cu 1-0, cu un gol marcat de Fernando Torres în minutul 33, stârnind numeroase sărbători în întreaga țară. Acesta a fost primul trofeu al Spaniei de la turneul din 1964. Spania a fost echipa cu cel mai mare număr de goluri marcate, 12, iar David Villa a terminat ca cel mai bun marcator, cu patru goluri. Xavi a fost desemnat jucătorul turneului, iar nouă jucători spanioli au fost aleși pentru echipa turneului.

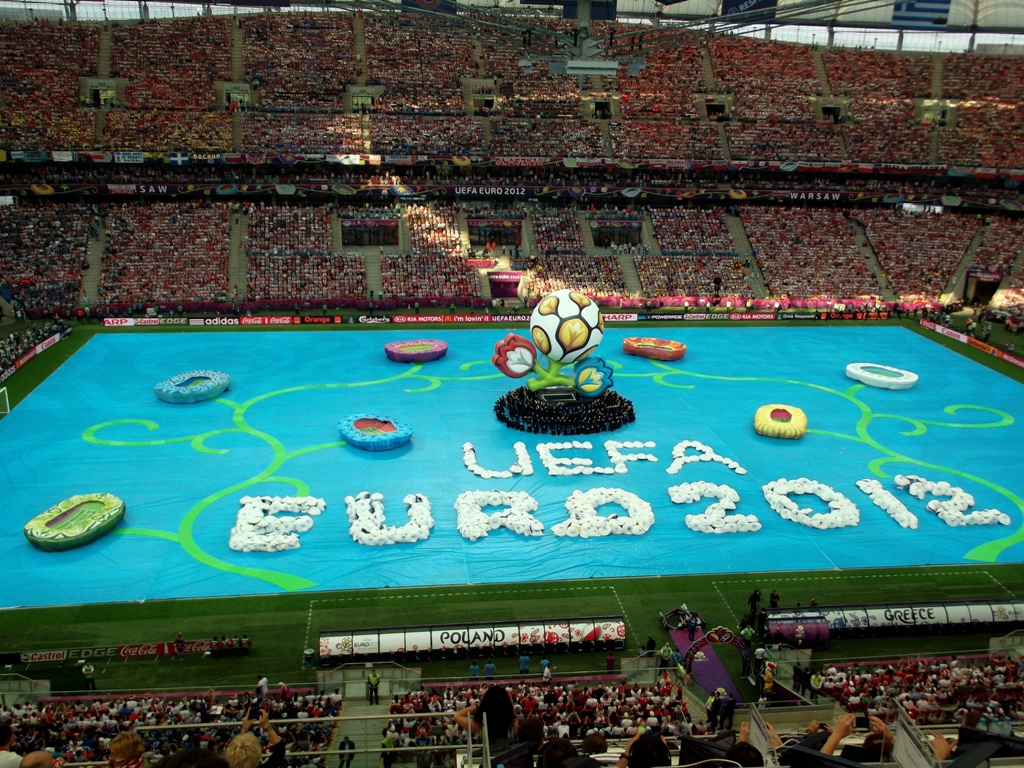
Ceremonia de deschidere a UEFA Euro 2012 în Polonia.

Ediția din 2012 a fost găzduită de Polonia și Ucraina. Spania a învins Italia cu 4-0 în finală, devenind astfel prima națiune care își apără un titlu de campioană europeană, precum și prima echipă europeană care câștigă trei turnee majore consecutive. Marcând al treilea gol al finalei, Torres a devenit primul jucător care a marcat în două finale de Campionat European. El a terminat la egalitate în topul marcatorilor turneului, cu trei goluri în total, alături de Mario Balotelli, Alan Dzagoev, Mario Gómez, Mario Mandžukić și Cristiano Ronaldo, deși a fost folosit doar ca jucător de rezervă. În rest, turneul s-a remarcat prin faptul că a avut cele mai multe goluri marcate cu capul la un turneu Euro (26 din 76 de goluri în total); un gol anulat în meciul din faza grupelor, cel dintre Anglia și Ucraina, despre care reluările au arătat că a depășit linia de poartă, l-a determinat pe președintele FIFA Sepp Blatter să scrie pe Twitter: „GLT (Goal-line technology / Tehnologia liniei de poartă) nu mai este o alternativă, ci o necesitate”, revenind astfel asupra reticenței sale de lungă durată de a permite o astfel de tehnologie.

### Extinderea la 24 de echipe

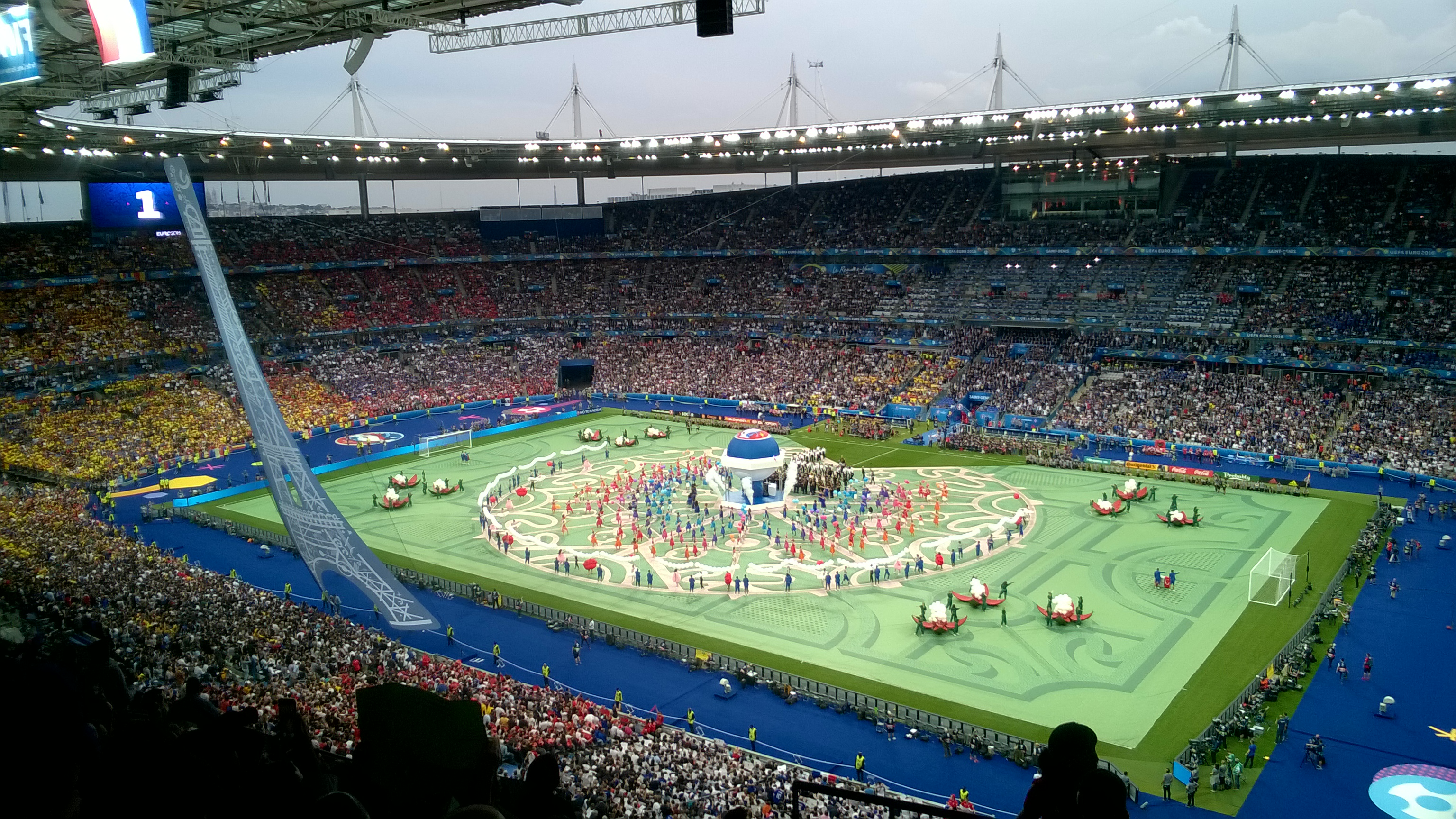
Ceremonia de deschidere a Euro 2016 înaintea meciului României împotriva gazdei Franța.

În 2007, Asociația de Fotbal a Irlandei și Asociația Scoțiană de Fotbal au propus mărirea echipelor participante la turneul final, care a fost ulterior confirmată de Comitetul Executiv al UEFA în septembrie 2008. Din cele 54 de asociații membre ale UEFA, doar trei, printre care Anglia și Germania, s-au opus extinderii. La 28 mai 2010, UEFA a anunțat că UEFA Euro 2016 va fi găzduit de Franța. Franța a învins ofertele Turciei (7-6 la vot în a doua rundă de vot) și Italiei, care a avut cele mai puține voturi în prima rundă de vot. Euro 2016 a fost prima ediție care a avut 24 de echipe. Aceasta a fost a treia oară când Franța a găzduit competiția. Portugalia, care s-a calificat în faza eliminatorie deși a terminat pe locul al treilea în grupa sa, a câștigat campionatul învingând în finală echipa gazdă Franța, mare favorită, cu 1-0, grație unui gol marcat de Eder în minutul 109. Cristiano Ronaldo, atacantul de renume mondial al Portugaliei, a ieșit din joc din cauza unei accidentări în minutul 25. Aceasta a fost prima dată când Portugalia a câștigat un turneu major.

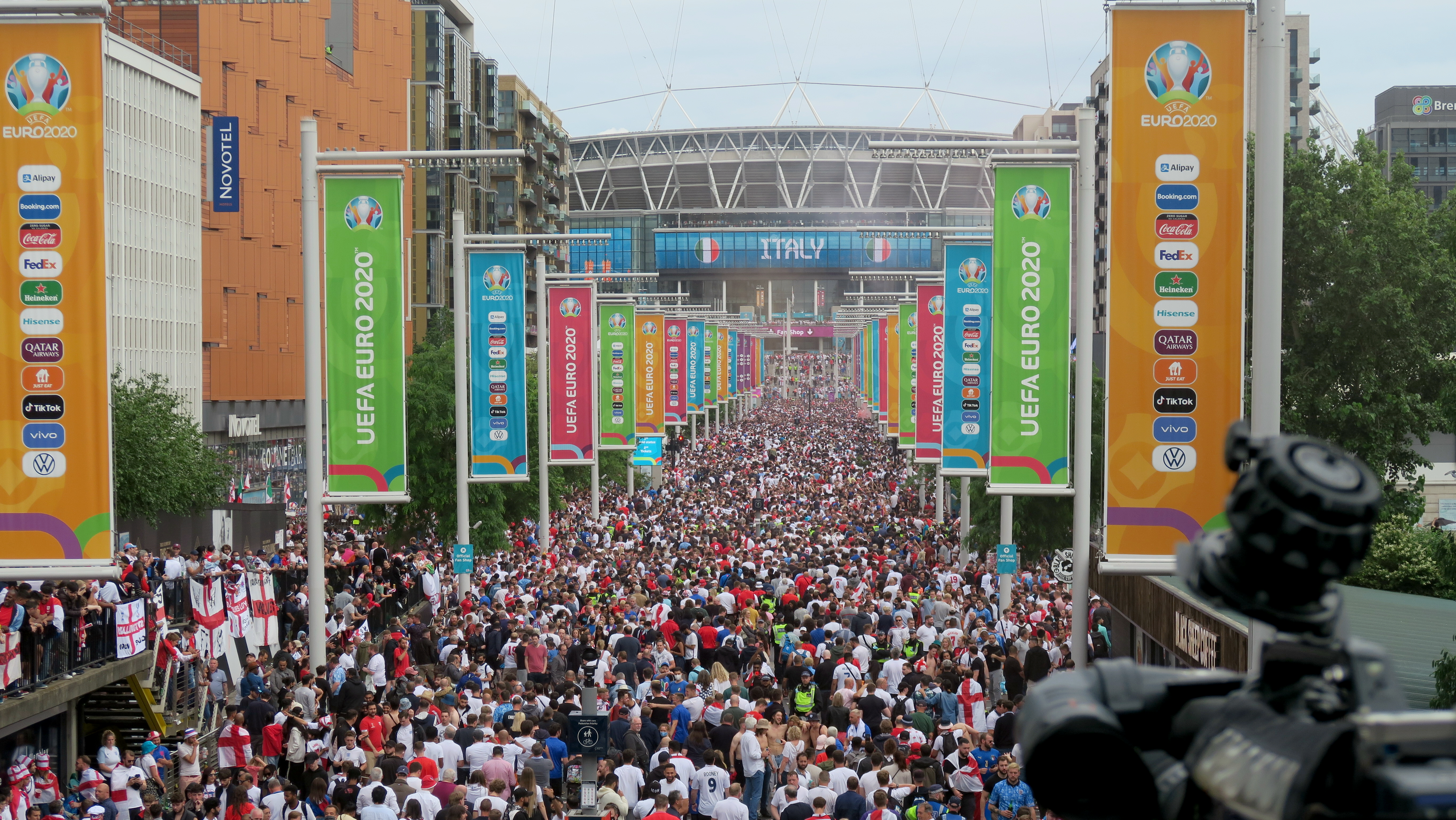
Fani în drum spre stadionul Wembley înaintea finalei Euro 2020 dintre Anglia și Italia.

Pentru turneul din 2020, au fost propuse trei oferte, inclusiv o ofertă din partea Turciei, o ofertă comună a Republicii Irlanda, Scoției și Țării Galilor, și o ofertă comună a Georgiei și Azerbaidjanului. În decembrie 2012, însă, UEFA a anunțat că turneul din 2020 va fi găzduit în mai multe orașe din diferite țări din Europa, semifinalele și finala urmând să se joace la Londra. Locurile de desfășurare au fost selectate și anunțate de UEFA la 19 septembrie 2014. Cu toate acestea, Bruxelles a fost eliminat ca oraș gazdă la 7 decembrie 2017, din cauza întârzierilor cu construcția Eurostadiumului. La 17 martie 2020, UEFA a anunțat că Euro 2020 va fi amânat cu un an din cauza pandemiei de COVID-19 din Europa, și a propus ca acesta să aibă loc între 11 iunie și 11 iulie 2021. Competiția a fost amânată pentru a reduce presiunea asupra serviciilor publice din țările afectate și pentru a oferi spațiu în calendar pentru finalizarea campionatelor interne care fuseseră suspendate. Înainte de Euro 2020, Dublin a fost, de asemenea, eliminat ca unul dintre orașele gazdă din cauza incapacității sale de a garanta accesul spectatorilor la stadion, în timp ce Bilbao a fost înlocuit cu Sevilla din același motiv. În finală, Italia a învins Anglia cu 3-2 la loviturile de departajare, după ce meciul se încheiase la egalitate 1-1 după prelungiri, și a câștigat al doilea său Campionat European.

## Trofeu

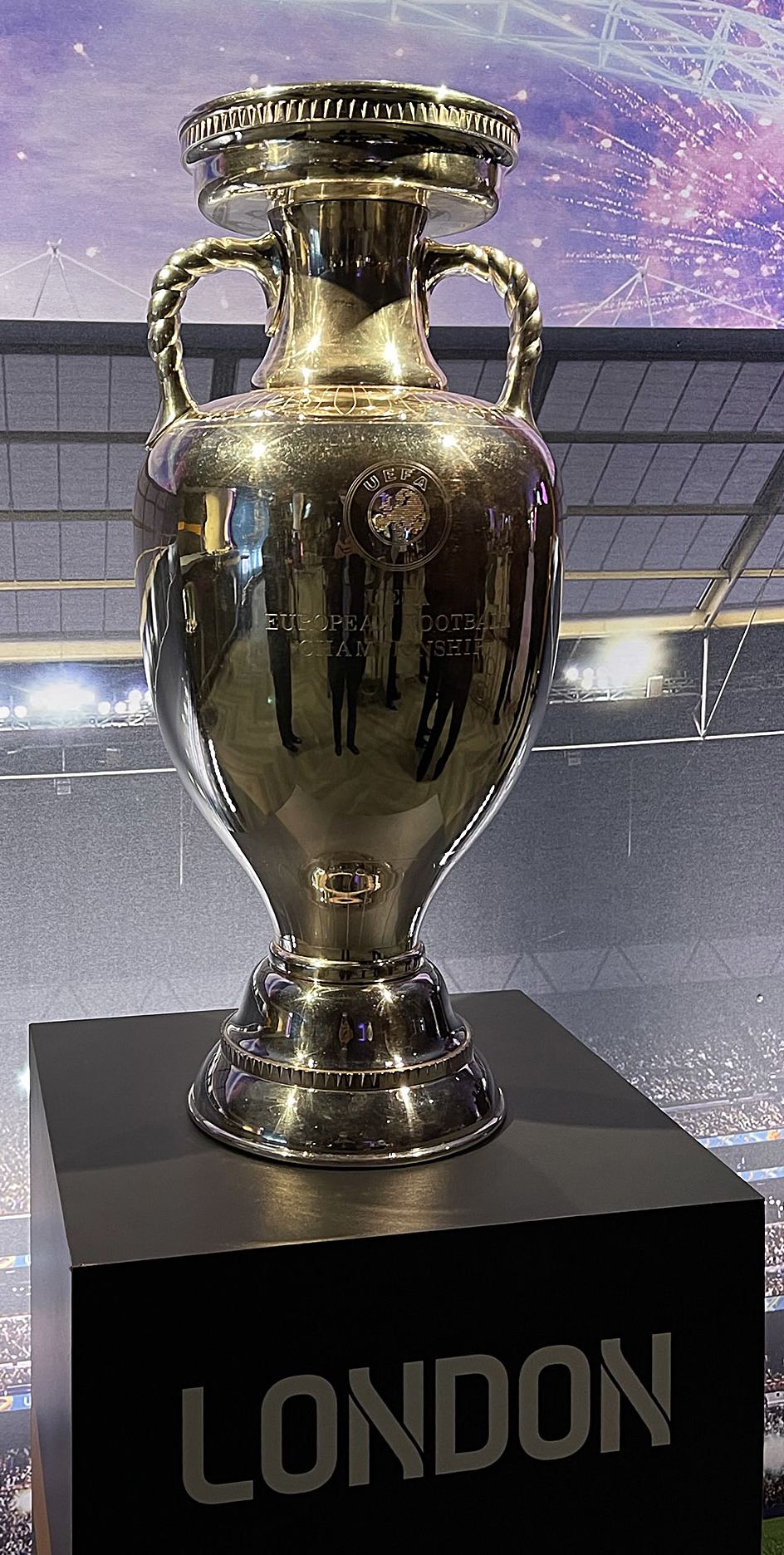
Trofeul expus în 2021

Trofeul Henri Delaunay, care se acordă câștigătorului Campionatului European, este numit în onoarea lui Henri Delaunay, primul secretar general al UEFA, care a venit cu ideea unui campionat european, dar a murit cu cinci ani înainte de desfășurarea primului turneu în 1960. Fiul său, Pierre, a fost însărcinat cu crearea trofeului. De la primul turneu, acesta a fost acordat echipei câștigătoare pentru ca aceasta să îl păstreze timp de patru ani, până la următorul turneu. Acest trofeu purta cuvintele Coupe d'Europe („Cupa Europei”), Coupe Henri Delaunay (”Cupa Henri Delaunay”) și Championnat d'Europe (”Campionatul European”) pe față și un băiat jongler pe spate.
Pentru turneul din 2008, Trofeul Henri Delaunay a fost remodelat pentru a-l face mai mare, deoarece vechiul trofeu era eclipsat de alte trofee ale UEFA, cum ar fi noul trofeu al Ligii Campionilor. Noul trofeu, care este fabricat din argint, cântărește acum 8 kilograme și are o înălțime de 60 de centimetri, fiind cu 2 kilograme mai greu și cu 18 centimetri mai lung decât cel vechi. Soclul de marmură care servea drept bază a fost îndepărtat. Noul soclu de argint al trofeului a trebuit să fie mărit pentru a-l face stabil. Numele țărilor învingătoare care figurau pe plăcuțele lipite pe soclu sunt acum gravate pe spatele trofeului, sub cuvântul Coupe Henri Delaunay și sunt scrise în limba engleză și nu în franceză, așa cum avea predecesorul său. Țara câștigătoare din 1972 și 1980, Germania de Vest, este scrisă ca fiind doar Germania. Din 2016, băiatul jongler a fost readus pe spatele trofeului.
Jucătorii și antrenorii echipei câștigătoare și ai echipei care a ocupat locul al doilea primesc medalii de aur și, respectiv, de argint. Fiecare asociație care participă la turneul final primește o plachetă comemorativă. De fiecare dată, echipa semifinalistă învinsă, precum și fiecare finalistă, primesc câte o plachetă dedicată. Deși nu mai există un meci de baraj pentru locul al treilea, UEFA a decis la ediția din 2008 să acorde pentru prima dată medalii de bronz învinșilor din semifinale (Turcia și Rusia), și a făcut același lucru la ediția din 2012, când Germania și Portugalia au primit medalii de bronz. Cu toate acestea, UEFA a decis ca semifinalistele învinse să nu mai primească medalii începând cu ediția din 2016. Medaliile de bronz au fost acordate anterior pentru câștigătorii meciului de baraj pentru locul al treilea, ultimul dintre acestea fiind desfășurat în 1980.

## Format

### Competiția
Înainte de 1980, doar patru echipe se calificau la turneul final. Din 1980, au participat opt echipe. În 1996, turneul s-a extins la 16 echipe, deoarece era mai ușor pentru națiunile europene să se califice la Cupa Mondială decât la propriul campionat continental; 14 dintre cele 24 de echipe de la Cupele Mondiale din 1982, 1986 și 1990 fuseseră europene, în timp ce la turneul final al Campionatului European participau încă doar opt echipe.
În 2007, s-a discutat mult o propunere despre extinderea turneului la 24 de echipe, inițiată de Scoția și Republica Irlanda, din cauza numărului crescut de asociații de fotbal din Europa după destrămarea Cehoslovaciei, Iugoslaviei și Uniunii Sovietice, precum și a includerii Israelului și Kazahstanului. S-a raportat că noul președinte al UEFA, Michel Platini, era în favoarea extinderii, ceea ce s-a dovedit a fi o presupunere corectă. În timp ce la 17 aprilie 2007, Comitetul Executiv al UEFA a decis în mod oficial împotriva extinderii în 2012, Platini a indicat în iunie 2008 că UEFA va crește participarea de la 16 la 24 de echipe la viitoarele turnee, începând din 2016. La 25 septembrie, Franz Beckenbauer a anunțat că s-a ajuns la un acord, iar extinderea la 24 de echipe va fi anunțată oficial a doua zi.
Echipele participante sunt alese printr-o serie de meciuri de calificare: în 1960 și 1964, printr-un sistem eliminatoriu cu meciuri în dublă manșă; din 1968, printr-o combinație de grupe de calificare și meciuri de baraj. Țara gazdă a fost selectată dintre cele patru finaliste după ce acestea au fost stabilite prin calificări. De la extinderea turneului final începând cu 1980, țara sau țările gazdă au fost alese dinainte și se califică automat.
De asemenea, începând cu 1980, turneul constă într-o fază de grupe în care echipele joacă fiecare cu fiecare o singură dată, urmată de o fază eliminatorie cu meciuri într-o singură manșă.
| An   | Echipe | Meciuri | Meciuri | Format                                                                   |
| An   | Echipe | Min.    | Real    | Format                                                                   |
| ---- | ------ | ------- | ------- | ------------------------------------------------------------------------ |
| 1960 | 4      | 4       | 4       | semifinale, meci pentru locul 3, finala                                  |
| 1964 | 4      | 4       | 4       | semifinale, meci pentru locul 3, finala                                  |
| 1968 | 4      | 4       | 5       | semifinale, meci pentru locul 3, finala                                  |
| 1972 | 4      | 4       | 4       | semifinale, meci pentru locul 3, finala                                  |
| 1976 | 4      | 4       | 4       | semifinale, meci pentru locul 3, finala                                  |
| 1980 | 8      | 14      | 14      | 2 grupe de câte 4 echipe, meci pentru locul 3, finala                    |
| 1984 | 8      | 15      | 15      | 2 grupe de câte 4 echipe, semifinale, finala                             |
| 1988 | 8      | 15      | 15      | 2 grupe de câte 4 echipe, semifinale, finala                             |
| 1992 | 8      | 15      | 15      | 2 grupe de câte 4 echipe, semifinale, finala                             |
| 1996 | 16     | 31      | 31      | 4 grupe de câte 4 echipe, sferturi de finală, semifinale, finala         |
| 2000 | 16     | 31      | 31      | 4 grupe de câte 4 echipe, sferturi de finală, semifinale, finala         |
| 2004 | 16     | 31      | 31      | 4 grupe de câte 4 echipe, sferturi de finală, semifinale, finala         |
| 2008 | 16     | 31      | 31      | 4 grupe de câte 4 echipe, sferturi de finală, semifinale, finala         |
| 2012 | 16     | 31      | 31      | 4 grupe de câte 4 echipe, sferturi de finală, semifinale, finala         |
| 2016 | 24     | 51      | 51      | 6 grupe de câte 4 echipe, optimi, sferturi de finală, semifinale, finala |
| 2020 | 24     | 51      | 51      | 6 grupe de câte 4 echipe, optimi, sferturi de finală, semifinale, finala |
| 2024 | 24     | 51      | 51      | 6 grupe de câte 4 echipe, optimi, sferturi de finală, semifinale, finala |
| 2028 | 24     | 51      | 51      | 6 grupe de câte 4 echipe, optimi, sferturi de finală, semifinale, finala |
| 2032 | 24     | 51      | 51      | 6 grupe de câte 4 echipe, optimi, sferturi de finală, semifinale, finala |

Până în 1968, remizele urmau să fie decise prin aruncarea cu banul în toate meciurile, dar o remiză în finală era rezolvată printr-o rejucare.
Din 1980 nu s-a mai disputat niciun meci de baraj pentru locul al treilea.

### Calificare
Pentru a se califica, o echipă trebuie să termine pe unul dintre locurile de calificare directă sau să câștige un baraj. Gazdele se califică automat pentru turneu.
Grupele de calificare sunt stabilite de o comisie UEFA prin intermediul unei trageri la sorți. Printre echipele înscrise pe lista de capi de serie se numără campioanele în exercițiu și alte echipe în funcție de performanțele obținute în precedentele calificări pentru Cupa Mondială FIFA și în ultimele calificări pentru Campionatul European. Pentru a obține o imagine exactă a abilităților echipelor, se întocmește un clasament. Acesta se calculează luând numărul total de puncte câștigate de o anumită echipă și împărțindu-l la numărul de meciuri jucate, adică puncte pe meci. În cazul în care o echipă a găzduit una dintre cele două competiții anterioare și, prin urmare, s-a calificat automat, se utilizează doar rezultatele din cea mai recentă competiție de calificare. În cazul în care două echipe au punctaj egal pe meci, comisia stabilește poziția lor în clasament în funcție de:
1. Coeficientul din meciurile disputate în cea mai recentă competiție de calificare.
2. Diferența medie de goluri.
3. Numărul mediu de goluri marcate.
4. Numărul mediu de goluri marcate în deplasare.
5. Tragere la sorți.

Faza de calificare sau preliminariile se joacă în format de grupă, componența grupelor fiind stabilită prin tragerea la sorți. Tragerea la sorți are loc după competiția de calificare a Cupei Mondiale precedente. Pentru UEFA Euro 2020, faza preliminariilor a constat din zece grupe; cinci grupe de câte șase echipe, iar restul de câte cinci echipe.
Fiecare grupă se joacă în format de ligă, echipele jucând între ele acasă și în deplasare. La final, primele două echipe se califică la turneul final, iar locurile rămase se decid prin baraj, în funcție de clasamentul lor în Liga Națiunilor UEFA. La fel ca în majoritatea ligilor, punctele sunt acordate sub forma a trei puncte pentru o victorie, unul pentru o remiză și niciunul pentru o înfrângere. În eventualitatea în care una sau mai multe echipe au puncte egale după disputarea tuturor meciurilor, se folosesc următoarele criterii pentru a departaja echipele:
1. Numărul mai mare de puncte obținute în meciurile din grupe disputate între echipele în cauză.
2. Diferența de goluri superioară din meciurile din grupe disputate între echipele în cauză.
3. Numărul mai mare de goluri marcate în meciurile din grupe disputate între echipele în cauză.
4. Numărul mai mare de goluri marcate în deplasare în meciurile din grupe disputate între echipele în cauză.
5. Rezultatele tuturor meciurilor din grupe:
  1. Diferență de goluri superioară
  2. Număr mai mare de goluri marcate
  3. Număr mai mare de goluri marcate în deplasare
  4. Clasament fair play
6. Tragere la sorți.

### Turneul final

Harta cu cele mai bune rezultate ale țărilor. 10 țări au câștigat turneul cel puțin o dată

Șaisprezece echipe au evoluat la turneul final pentru ediția 2012. Acestea au fost gazdele comune Polonia și Ucraina, învingătoarele și echipa cea mai bine clasată de pe locul al doilea din cele nouă grupe de calificare, precum și învingătoarele celor patru meciuri de baraj dintre ocupantele locurilor secunde din celelalte grupe. Aceste șaisprezece echipe au fost împărțite în mod egal în patru grupe (A, B, C și D), fiecare fiind formată din patru echipe. Grupele au fost alcătuite de administrația UEFA, din nou pe baza unei clasificări. Echipele cap de serie erau reprezentate de țările gazdă, de campioana în exercițiu, în cazul în care se califica, și de cele cu cel mai bun coeficient de puncte pe meci în faza de calificare a turneului și în calificările precedente pentru Cupa Mondială. Celelalte finaliste au fost desemnate prin tragere la sorți, folosind ca bază coeficienții.
Pentru turneul din 2016, extinderea la 24 de echipe a însemnat că echipele vor fi repartizate în șase grupe de câte patru, iar cele șase câștigătoare ale grupelor, cele șase ocupante ale locurilor secunde ale grupelor și cele mai bune patru echipe de pe locul trei vor avansa în șaisprezecimile de finală.
Grupele se joacă din nou în format de ligă, în care fiecare echipă joacă o dată cu adversarii săi. Se folosește același sistem de punctare (trei puncte pentru victorie, un punct pentru egalitate, niciun punct pentru înfrângere). Se va întocmi un calendar pentru meciurile din grupe, dar ultimele două meciuri dintr-o grupă trebuie să înceapă simultan. Câștigătoarea și echipa de pe locul 2 din fiecare grupă trec în faza următoare, unde se folosește un sistem eliminatoriu (cele două echipe joacă o singură dată, câștigătoarea avansează), sistem care se aplică și în toate etapele următoare. Câștigătoarele meciurilor din sferturile de finală trec în semifinale, iar apoi învingătoarele joacă în finală. Dacă în oricare dintre etapele eliminatorii, scorurile sunt încă egale după timpul normal de joc, se folosesc prelungiri și lovituri de departajare pentru a decide învingătoarea dintre cele două echipe. Spre deosebire de Cupa Mondială FIFA, acest turneu nu mai desfășoară un meci pentru locul al treilea.

## Participări
| Echipa Națională  | Total Participări | Turnee                                                                             |
| Germania          | 14                | 1972, 1976, 1980, 1984, 1988, 1992, 1996, 2000, 2004, 2008, 2012, 2016, 2020, 2024 |
| Rusia✶            | 12                | 1960, 1964, 1968, 1972, 1988, 1992±, 1996, 2004, 2008, 2012, 2016, 2020            |
| Spania            | 12                | 1964, 1980, 1984, 1988, 1996, 2000, 2004, 2008, 2012, 2016, 2020, 2024             |
| Franța            | 11                | 1960, 1984, 1992, 1996, 2000, 2004, 2008, 2012, 2016, 2020, 2024                   |
| Italia            | 11                | 1968, 1980, 1988, 1996, 2000, 2004, 2008, 2012, 2016, 2020, 2024                   |
| Cehia✶            | 11                | 1960, 1976, 1980, 1996, 2000, 2004, 2008, 2012, 2016, 2020, 2024                   |
| Anglia            | 11                | 1968, 1980, 1988, 1992, 1996, 2000, 2004, 2012, 2016, 2020, 2024                   |
| Țările de Jos     | 11                | 1976, 1980, 1988, 1992, 1996, 2000, 2004, 2008, 2012, 2020, 2024                   |
| Danemarca         | 10                | 1964, 1984, 1988, 1992, 1996, 2000, 2004, 2012, 2020, 2024                         |
| Portugalia        | 9                 | 1984, 1996, 2000, 2004, 2008, 2012, 2016, 2020, 2024                               |
| Suedia            | 7                 | 1992, 2000, 2004, 2008, 2012, 2016, 2020                                           |
| Croația           | 7                 | 1996, 2004, 2008, 2012, 2016, 2020, 2024                                           |
| Belgia            | 7                 | 1972, 1980, 1984, 2000, 2016, 2020, 2024                                           |
| Serbia✶           | 6                 | 1960, 1968, 1976, 1984, 2000, 2024                                                 |
| România           | 6                 | 1984, 1996, 2000, 2008, 2016, 2024                                                 |
| Elveția           | 6                 | 1996, 2004, 2008, 2016, 2020, 2024                                                 |
| Turcia            | 6                 | 1996, 2000, 2008, 2016, 2020, 2024                                                 |
| Polonia           | 5                 | 2008, 2012, 2016, 2020, 2024                                                       |
| Ungaria           | 5                 | 1964, 1972, 2016, 2020, 2024                                                       |
| Grecia            | 4                 | 1980, 2004, 2008, 2012                                                             |
| Scoția            | 4                 | 1992, 1996, 2020, 2024                                                             |
| Austria           | 4                 | 2008, 2016, 2020, 2024                                                             |
| Ucraina           | 4                 | 2012, 2016, 2020, 2024                                                             |
| Republica Irlanda | 3                 | 1988, 2012, 2016                                                                   |
| Slovacia          | 3                 | 2016, 2020, 2024                                                                   |
| Bulgaria          | 2                 | 1996, 2004                                                                         |
| Slovenia          | 2                 | 2000, 2024                                                                         |
| Țara Galilor      | 2                 | 2016, 2020                                                                         |
| Albania           | 2                 | 2016, 2024                                                                         |
| Georgia           | 1                 | 2024                                                                               |
| Finlanda          | 1                 | 2020                                                                               |
| Macedonia de Nord | 1                 | 2020                                                                               |
| Islanda           | 1                 | 2016                                                                               |
| Irlanda de Nord   | 1                 | 2016                                                                               |
| Letonia           | 1                 | 2004                                                                               |
| Norvegia          | 1                 | 2000                                                                               |

## Câștigătoare și Finaliste
| Echipa Națională | Campioni                   | Finaliști            |
| ---------------- | -------------------------- | -------------------- |
| Spania           | 4 (1964, 2008, 2012, 2024) | 1 (1984)             |
| Germania         | 3 (1972, 1980, 1996)       | 3 (1976, 1992, 2008) |
| Italia           | 2 (1968, 2020)             | 2 (2000, 2012)       |
| Franța           | 2 (1984, 2000)             | 1 (2016)             |
| Rusia            | 1 (1960)                   | 3 (1964, 1972, 1988) |
| Cehoslovacia     | 1 (1976)                   | 1 (1996)             |
| Portugalia       | 1 (2016)                   | 1 (2004)             |
| Țările de Jos    | 1 (1988)                   | –                    |
| Danemarca        | 1 (1992)                   | –                    |
| Grecia           | 1 (2004)                   | –                    |
| Iugoslavia       | –                          | 2 (1960, 1968)       |
| Anglia           | –                          | 2 (2020, 2024)       |
| Belgia           | –                          | 1 (1980)             |

## Turnee
| Finala | Campioană | Scor | Finalistă | Finala | Campioană | Scor | Finalistă |
| ------ | --------- | ---- | --------- | ------ | --------- | ---- | --------- |

| 2024 | Spania     | 2 - 1 | Anglia   | 2028 |               |             |            |
| 2016 | Portugalia | 1 - 0 | Franța   | 2020 | Italia ⊡      | 1 - 1 3 : 2 | Anglia     |
| 2008 | Spania     | 1 - 0 | Germania | 2012 | Spania        | 4 - 0       | Italia     |
| 2000 | Franța ✠   | 2 - 1 | Italia   | 2004 | Grecia        | 1 - 0       | Portugalia |
| 1992 | Danemarca  | 2 - 0 | Germania | 1996 | Germania ✠    | 2 - 1       | Cehia      |
| 1984 | Franța     | 2 - 0 | Spania   | 1988 | Țările de Jos | 2 - 0       | Rusia      |

| Finala | Campioană | Scor | Finalistă | Mică | Locul 3 | Scor | Locul 4 |
| ------ | --------- | ---- | --------- | ---- | ------- | ---- | ------- |

| 1980 | Germania ‡ | 2 - 1       | Belgia   | 1980 | Cehia ⊡       | 1 - 1 9 : 8 | Italia    |
| 1976 | Cehia ⊡    | 2 - 2 5 : 3 | Germania | 1976 | Țările de Jos | 3 - 2       | Serbia    |
| 1972 | Germania ‡ | 3 - 0       | Rusia    | 1972 | Belgia        | 2 - 1       | Ungaria   |
| 1968 | Italia     | 2 - 0       | Serbia   | 1968 | Anglia        | 2 - 0       | Rusia     |
| 1964 | Spania     | 2 - 1       | Rusia    | 1964 | Ungaria       | 3 - 1       | Danemarca |
| 1960 | Rusia ‡    | 2 - 1       | Serbia ‡ | 1960 | Cehia ‡       | 2 - 0       | Franța    |

## Goluri pe ediții
| Turneu | Goluri | Turneu | Goluri | Turneu | Goluri | Turneu | Goluri | Turneu | Goluri | Turneu | Goluri |

| 2008 | 77 | 2012 | 76 | 2016 | 108 | 2020 | 142 | 2024 | 117 | 2028 |    |
| 1984 | 41 | 1988 | 34 | 1992 | 32  | 1996 | 64  | 2000 | 85  | 2004 | 77 |
| 1960 | 17 | 1964 | 13 | 1968 | 7   | 1972 | 10  | 1976 | 19  | 1980 | 27 |

## Semifinale
- Tabel cu echipele naționale din Europa care au jucat cel puțin o semifinală.

| Echipa Națională                                         | Apariții | Anii                                           |
| -------------------------------------------------------- | -------- | ---------------------------------------------- |
| Germania                                                 | 8        | 1972, 1976, 1988, 1992, 1996, 2008, 2012, 2016 |
| Rusia                                                    | 6        | 1960, 1964, 1968, 1972, 1988, 2008             |
| Franța                                                   | 6        | 1960, 1984, 1996, 2000, 2016, 2024             |
| Spania                                                   | 6        | 1964, 1984, 2008, 2012, 2020, 2024             |
| Țările de Jos                                            | 6        | 1976, 1988, 1992, 2000, 2004, 2024             |
| Italia                                                   | 5        | 1968, 1988, 2000, 2012, 2020                   |
| Portugalia                                               | 5        | 1984, 2000, 2004, 2012, 2016                   |
| Cehia                                                    | 4        | 1960, 1976, 1996, 2004                         |
| Danemarca                                                | 4        | 1964, 1984, 1992, 2020                         |
| Anglia                                                   | 4        | 1968, 1996, 2020, 2024                         |
| Serbia                                                   | 3        | 1960, 1968, 1976                               |
| Ungaria                                                  | 2        | 1964, 1972                                     |
| Belgia                                                   | 1        | 1972                                           |
| Suedia                                                   | 1        | 1992                                           |
| Grecia                                                   | 1        | 2004                                           |
| Turcia                                                   | 1        | 2008                                           |
| Țara Galilor                                             | 1        | 2016                                           |
| Total = 17 echipe au ajuns în această fază a competiției |          |                                                |

## Sferturi de finală
- Tabel cu echipele naționale, care au fost eliminate în faza sferturilor de finală.

| Echipa Națională                                              | Apariții | Anii             |
| ------------------------------------------------------------- | -------- | ---------------- |
| Portugalia                                                    | 3        | 1996, 2008, 2024 |
| Spania                                                        | 2        | 1996, 2000       |
| Croația                                                       | 2        | 1996, 2008       |
| Țările de Jos                                                 | 2        | 1996, 2008       |
| Turcia                                                        | 2        | 2000, 2024       |
| Anglia                                                        | 2        | 2004, 2012       |
| Franța                                                        | 2        | 2004, 2012       |
| Italia                                                        | 2        | 2008, 2016       |
| Cehia                                                         | 2        | 2012, 2020       |
| Belgia                                                        | 2        | 2016, 2020       |
| Elveția                                                       | 2        | 2020, 2024       |
| România                                                       | 1        | 2000             |
| Serbia                                                        | 1        | 2000             |
| Suedia                                                        | 1        | 2004             |
| Danemarca                                                     | 1        | 2004             |
| Grecia                                                        | 1        | 2012             |
| Polonia                                                       | 1        | 2016             |
| Islanda                                                       | 1        | 2016             |
| Ucraina                                                       | 1        | 2020             |
| Germania                                                      | 1        | 2024             |
| Total = 20 de echipe au pierdut în această fază a competiției |          |                  |

## Optimi de finală
- Tabel cu echipele naționale, care au fost eliminate în faza optimilor de finală.

| Echipa Națională                                              | Apariții | EURO       |
| ------------------------------------------------------------- | -------- | ---------- |
| Croația                                                       | 2        | 2016, 2020 |
| Slovacia                                                      | 2        | 2016, 2024 |
| Austria                                                       | 2        | 2020, 2024 |
| Anglia                                                        | 1        | 2016       |
| Elveția                                                       | 1        | 2016       |
| Irlanda de Nord                                               | 1        | 2016       |
| Republica Irlanda                                             | 1        | 2016       |
| Spania                                                        | 1        | 2016       |
| Ungaria                                                       | 1        | 2016       |
| Franța                                                        | 1        | 2020       |
| Germania                                                      | 1        | 2020       |
| Portugalia                                                    | 1        | 2020       |
| Suedia                                                        | 1        | 2020       |
| Țara Galilor                                                  | 1        | 2020       |
| Țările de Jos                                                 | 1        | 2020       |
| Belgia                                                        | 1        | 2024       |
| Danemarca                                                     | 1        | 2024       |
| Georgia                                                       | 1        | 2024       |
| Italia                                                        | 1        | 2024       |
| România                                                       | 1        | 2024       |
| Slovenia                                                      | 1        | 2024       |
| Total = 21 de echipe au pierdut în această fază a competiției |          |            |

## Faza grupelor
- Echipele naționale care au câștigat grupele din care făceau parte cu maximul de puncte.

| Echipa Națională | De câte ori | EURO             |
| ---------------- | ----------- | ---------------- |
| Țările de Jos    | 3           | 2000, 2008, 2020 |
| Italia           | 2           | 2000, 2020       |
| Spania           | 2           | 2008, 2024       |
| Franța           | 1           | 1984             |
| Portugalia       | 1           | 2000             |
| Cehia            | 1           | 2004             |
| Croația          | 1           | 2008             |
| Germania         | 1           | 2012             |
| Belgia           | 1           | 2020             |

## Locurile 1–4
- Pozițiile pe care echipele naționale au terminat în clasamentele grupelor la toate turneele finale de până acum.

| Echipa Națională | Locul | Locul | Locul | Locul 4 |
| ---------------- | ----- | ----- | ----- | ------- |
| Germania         | 6     | 3     | 2     | 1       |
| Spania           | 5     | 3     | 2     | 1       |
| Franța           | 5     | 3     | 1     | 1       |
| Portugalia       | 5     | 2     | 2     | -       |
| Țările de Jos    | 4     | 3     | 2     | 1       |
| Anglia           | 4     | 2     | 2     | 2       |
| Italia           | 3     | 5     | 2     | -       |
| Suedia           | 3     | -     | 1     | 3       |
| Cehia            | 2     | 2     | 3     | 2       |
| Croația          | 2     | 2     | 3     | -       |
| Belgia           | 2     | 2     | 2     | -       |
| Rusia            | 1     | 1     | 1     | 5       |

| Echipa Națională | Locul | Locul | Locul | Locul 4 |
| ---------------- | ----- | ----- | ----- | ------- |
| România          | 1     | 1     | 1     | 3       |
| Austria          | 1     | 1     | 1     | 1       |
| Țara Galilor     | 1     | 1     | -     | -       |
| Ungaria          | 1     | -     | 1     | 1       |
| Danemarca        | -     | 5     | 2     | 2       |
| Turcia           | -     | 3     | 1     | 2       |
| Elveția          | -     | 2     | 1     | 3       |
| Grecia           | -     | 2     | -     | 2       |
| Polonia          | -     | 1     | -     | 4       |
| Serbia           | -     | 1     | -     | 2       |
| Islanda          | -     | 1     | -     | -       |
| Slovacia         | -     | -     | 3     | -       |

| Echipa Națională  | Locul | Locul | Locul 4 |
| ----------------- | ----- | ----- | ------- |
| Ucraina           | -     | 2     | 2       |
| Scoția            | -     | 2     | 2       |
| Republica Irlanda | -     | 2     | 1       |
| Albania           | -     | 1     | 1       |
| Bulgaria          | -     | 1     | 1       |
| Slovenia          | -     | 1     | 1       |
| Finlanda          | -     | 1     | -       |
| Georgia           | -     | 1     | -       |
| Irlanda de Nord   | -     | 1     | -       |
| Norvegia          | -     | 1     | -       |
| Letonia           | -     | -     | 1       |
| Macedonia de Nord | -     | -     | 1       |

- În total 36 de echipe naționale au participat la campionatele europene și doar 16 dintre ele au câștigat grupele din care făceau parte, de pe prima poziție.

| Echipele care s-au clasat pe locul 1 în grupe | Echipele care s-au clasat pe locul 1 în grupe | Echipele care s-au clasat pe locul 1 în grupe | Echipele care s-au clasat pe locul 1 în grupe |
| Echipa Națională                              | Locul                                         | EURO                                          |                                               |
| --------------------------------------------- | --------------------------------------------- | --------------------------------------------- | --------------------------------------------- |
| Germania                                      | 6                                             | 1980, 1988, 1996, 2012, 2016, 2024            |                                               |
| Franța                                        | 5                                             | 1984, 1996, 2004, 2016, 2020                  |                                               |
| Spania                                        | 5                                             | 1984, 2000, 2008, 2012, 2024                  |                                               |
| Portugalia                                    | 5                                             | 1996, 2000, 2004, 2008, 2024                  |                                               |
| Țările de Jos                                 | 4                                             | 1992, 2000, 2008, 2020                        |                                               |
| Anglia                                        | 4                                             | 1996, 2012, 2020, 2024                        |                                               |
| Suedia                                        | 3                                             | 1992, 2004, 2020                              |                                               |
| Italia                                        | 3                                             | 2000, 2016, 2020                              |                                               |
| Belgia                                        | 2                                             | 1980, 2020                                    |                                               |
| Cehia                                         | 2                                             | 2004, 2012                                    |                                               |
| Croația                                       | 2                                             | 2008, 2016                                    |                                               |
| Rusia                                         | 1                                             | 1988                                          |                                               |
| Țara Galilor                                  | 1                                             | 2016                                          |                                               |
| Ungaria                                       | 1                                             | 2016                                          |                                               |
| România                                       | 1                                             | 2024                                          |                                               |
| Austria                                       | 1                                             | 2024                                          |                                               |

| Echipele care s-au clasat pe locul 2 în grupe | Echipele care s-au clasat pe locul 2 în grupe | Echipele care s-au clasat pe locul 2 în grupe | Echipele care s-au clasat pe locul 2 în grupe |
| Echipa Națională                              | Locul                                         | EURO                                          |                                               |
| --------------------------------------------- | --------------------------------------------- | --------------------------------------------- | --------------------------------------------- |
| Italia                                        | 5                                             | 1980, 1988, 2008, 2012, 2024                  |                                               |
| Danemarca                                     | 5                                             | 1984, 1992, 2004, 2020, 2024                  |                                               |
| Țările de Jos                                 | 3                                             | 1988, 1996, 2004                              |                                               |
| Germania                                      | 3                                             | 1992, 2008, 2020                              |                                               |
| Spania                                        | 3                                             | 1996, 2016, 2020                              |                                               |
| Turcia                                        | 3                                             | 2000, 2008, 2024                              |                                               |
| Franța                                        | 3                                             | 2000, 2012, 2024                              |                                               |
| Cehia                                         | 2                                             | 1980, 1996                                    |                                               |
| Portugalia                                    | 2                                             | 1984, 2012                                    |                                               |
| Croația                                       | 2                                             | 1996, 2020                                    |                                               |
| Grecia                                        | 2                                             | 2004, 2012                                    |                                               |
| Anglia                                        | 2                                             | 2004, 2016                                    |                                               |
| Belgia                                        | 2                                             | 2016, 2024                                    |                                               |
| Elveția                                       | 2                                             | 2016, 2024                                    |                                               |
| România                                       | 1                                             | 2000                                          |                                               |
| Serbia                                        | 1                                             | 2000                                          |                                               |
| Rusia                                         | 1                                             | 2008                                          |                                               |
| Islanda                                       | 1                                             | 2016                                          |                                               |
| Polonia                                       | 1                                             | 2016                                          |                                               |
| Austria                                       | 1                                             | 2020                                          |                                               |
| Țara Galilor                                  | 1                                             | 2020                                          |                                               |

| Echipele care s-au clasat pe locul 3 în grupe | Echipele care s-au clasat pe locul 3 în grupe | Echipele care s-au clasat pe locul 3 în grupe | Echipele care s-au clasat pe locul 3 în grupe |
| Echipa Națională                              | Locul                                         | EURO                                          |                                               |
| --------------------------------------------- | --------------------------------------------- | --------------------------------------------- | --------------------------------------------- |
| Cehia                                         | 3                                             | 2000, 2008, 2020                              |                                               |
| Croația                                       | 3                                             | 2004, 2012, 2024                              |                                               |
| Slovacia                                      | 3                                             | 2016, 2020, 2024                              |                                               |
| Anglia                                        | 2                                             | 1980, 2000                                    |                                               |
| Țările de Jos                                 | 2                                             | 1980, 2024                                    |                                               |
| Belgia                                        | 2                                             | 1984, 2000                                    |                                               |
| Germania                                      | 2                                             | 1984, 2004                                    |                                               |
| Spania                                        | 2                                             | 1988, 2004                                    |                                               |
| Republica Irlanda                             | 2                                             | 1988, 2016                                    |                                               |
| Scoția                                        | 2                                             | 1992, 1996                                    |                                               |
| Italia                                        | 2                                             | 1996, 2004                                    |                                               |
| Danemarca                                     | 2                                             | 1996, 2012                                    |                                               |
| Ucraina                                       | 2                                             | 2012, 2020                                    |                                               |
| Portugalia                                    | 2                                             | 2016, 2020                                    |                                               |
| Franța                                        | 1                                             | 1992                                          |                                               |
| Bulgaria                                      | 1                                             | 1996                                          |                                               |
| Norvegia                                      | 1                                             | 2000                                          |                                               |
| Austria                                       | 1                                             | 2008                                          |                                               |
| România                                       | 1                                             | 2008                                          |                                               |
| Suedia                                        | 1                                             | 2008                                          |                                               |
| Rusia                                         | 1                                             | 2012                                          |                                               |
| Albania                                       | 1                                             | 2016                                          |                                               |
| Irlanda de Nord                               | 1                                             | 2016                                          |                                               |
| Turcia                                        | 1                                             | 2016                                          |                                               |
| Elveția                                       | 1                                             | 2020                                          |                                               |
| Finlanda                                      | 1                                             | 2020                                          |                                               |
| Georgia                                       | 1                                             | 2024                                          |                                               |
| Slovenia                                      | 1                                             | 2024                                          |                                               |
| Ungaria                                       | 1                                             | 2024                                          |                                               |

| Echipele care s-au clasat pe locul 4 în grupe | Echipele care s-au clasat pe locul 4 în grupe | Echipele care s-au clasat pe locul 4 în grupe | Echipele care s-au clasat pe locul 4 în grupe |
| Echipa Națională                              | Locul 4                                       | EURO                                          |                                               |
| --------------------------------------------- | --------------------------------------------- | --------------------------------------------- | --------------------------------------------- |
| Rusia                                         | 5                                             | 1992, 1996, 2004, 2016, 2020                  |                                               |
| Polonia                                       | 4                                             | 2008, 2012, 2020, 2024                        |                                               |
| România                                       | 3                                             | 1984, 1996, 2016                              |                                               |
| Elveția                                       | 3                                             | 1996, 2004, 2008                              |                                               |
| Suedia                                        | 3                                             | 2000, 2012, 2016                              |                                               |
| Grecia                                        | 2                                             | 1980, 2008                                    |                                               |
| Serbia                                        | 2                                             | 1984, 2024                                    |                                               |
| Anglia                                        | 2                                             | 1988, 1992                                    |                                               |
| Danemarca                                     | 2                                             | 1988, 2000                                    |                                               |
| Turcia                                        | 2                                             | 1996, 2020                                    |                                               |
| Cehia                                         | 2                                             | 2016, 2024                                    |                                               |
| Ucraina                                       | 2                                             | 2016, 2024                                    |                                               |
| Scoția                                        | 2                                             | 2020, 2024                                    |                                               |
| Spania                                        | 1                                             | 1980                                          |                                               |
| Germania                                      | 1                                             | 2000                                          |                                               |
| Slovenia                                      | 1                                             | 2000                                          |                                               |
| Bulgaria                                      | 1                                             | 2004                                          |                                               |
| Letonia                                       | 1                                             | 2004                                          |                                               |
| Franța                                        | 1                                             | 2008                                          |                                               |
| Republica Irlanda                             | 1                                             | 2012                                          |                                               |
| Țările de Jos                                 | 1                                             | 2012                                          |                                               |
| Austria                                       | 1                                             | 2016                                          |                                               |
| Macedonia de Nord                             | 1                                             | 2020                                          |                                               |
| Ungaria                                       | 1                                             | 2020                                          |                                               |
| Albania                                       | 1                                             | 2024                                          |                                               |

## Gazde
| Țări            | De câte ori | Turnee           | Țări              | De câte ori | Turnee           | Țări          | De câte ori | Turnee     |
| --------------- | ----------- | ---------------- | ----------------- | ----------- | ---------------- | ------------- | ----------- | ---------- |
| Franța          | 3           | 1960, 1984, 2016 | Italia            | 3           | 1968, 1980, 2032 | Belgia        | 2           | 1972, 2000 |
| Germania        | 2           | 1988, 2024       | Anglia            | 2           | 1996, 2028       | Spania        | 1           | 1964       |
| Serbia          | 1           | 1976             | Suedia            | 1           | 1992             | Țările de Jos | 1           | 2000       |
| Portugalia      | 1           | 2004             | Austria           | 1           | 2008             | Elveția       | 1           | 2008       |
| Polonia         | 1           | 2012             | Ucraina           | 1           | 2012             | Europa        | 1           | 2020       |
| Irlanda de Nord | 1           | 2028             | Republica Irlanda | 1           | 2028             | Scoția        | 1           | 2028       |
| Țara Galilor    | 1           | 2028             | Turcia            | 1           | 2032             |               |             |            |

## Sumar
| Naționale din Europa de Nord  |      |      |      |      |      |      |      |      |      |      |      |      |      |      |      |      |      |
| Danemarca                     | •    | 4    | •    | •    | •    | •    | SF   | G    | 1    | G    | G    | QF   | •    | G    | •    | SF   | OP   |
| Finlanda                      | •    | •    | •    | •    | •    | •    | •    | •    | •    | •    | •    | •    | •    | •    | •    | G    | •    |
| Islanda                       | •    | •    | •    | •    | •    | •    | •    | •    | •    | •    | •    | •    | •    | •    | QF   | •    | •    |
| Letonia                       | •    | •    | •    | •    | •    | •    | •    | •    | •    | •    | •    | G    | •    | •    | •    | •    | •    |
| Norvegia                      | •    | •    | •    | •    | •    | •    | •    | •    | •    | •    | G    | •    | •    | •    | •    | •    | •    |
| Suedia                        | •    | •    | •    | •    | •    | •    | •    | •    | SF   | •    | G    | QF   | G    | G    | G    | OP   | •    |
| Naționale din Europa de Est   |      |      |      |      |      |      |      |      |      |      |      |      |      |      |      |      |      |
| Bulgaria                      | •    | •    | •    | •    | •    | •    | •    | •    | •    | G    | •    | G    | •    | •    | •    | •    | •    |
| Georgia                       | •    | •    | •    | •    | •    | •    | •    | •    | •    | •    | •    | •    | •    | •    | •    | •    | OP   |
| România                       | •    | •    | •    | •    | •    | •    | G    | •    | •    | G    | QF   | •    | G    | •    | G    | •    | OP   |
| Rusia                         | 1    | 2    | 4    | 2    | •    | •    | •    | 2    | G    | G    | •    | G    | SF   | G    | G    | G    | •    |
| Serbia                        | 2    | •    | 2    | •    | 4    | •    | G    | •    | •    | •    | QF   | •    | •    | •    | •    | •    | G    |
| Ucraina                       | •    | •    | •    | •    | •    | •    | •    | •    | •    | •    | •    | •    | •    | G    | G    | QF   | G    |
| Naționale din Europa Centrală |      |      |      |      |      |      |      |      |      |      |      |      |      |      |      |      |      |
| Austria                       | •    | •    | •    | •    | •    | •    | •    | •    | •    | •    | •    | •    | G    | •    | G    | OP   | OP   |
| Cehia                         | 3    | •    | •    | •    | 1    | 3    | •    | •    | •    | 2    | G    | SF   | G    | QF   | G    | QF   | G    |
| Elveția                       | •    | •    | •    | •    | •    | •    | •    | •    | •    | G    | •    | G    | G    | •    | OP   | QF   | QF   |
| Germania                      | •    | •    | •    | 1    | 2    | 1    | G    | SF   | 2    | 1    | G    | G    | 2    | SF   | SF   | OP   | QF   |
| Polonia                       | •    | •    | •    | •    | •    | •    | •    | •    | •    | •    | •    | •    | G    | G    | QF   | G    | G    |
| Slovacia                      | •    | •    | •    | •    | •    | •    | •    | •    | •    | •    | •    | •    | •    | •    | OP   | G    | OP   |
| Ungaria                       | •    | 3    | •    | 4    | •    | •    | •    | •    | •    | •    | •    | •    | •    | •    | OP   | G    | G    |
| Echipa Națională              | 1960 | 1964 | 1968 | 1972 | 1976 | 1980 | 1984 | 1988 | 1992 | 1996 | 2000 | 2004 | 2008 | 2012 | 2016 | 2020 | 2024 |
| Naționale din Europa de Vest  |      |      |      |      |      |      |      |      |      |      |      |      |      |      |      |      |      |
| Anglia                        | •    | •    | 3    | •    | •    | G    | •    | G    | G    | SF   | G    | QF   | •    | QF   | OP   | 2    | 2    |
| Belgia                        | •    | •    | •    | 3    | •    | 2    | G    | •    | •    | •    | G    | •    | •    | •    | QF   | QF   | OP   |
| Franța                        | 4    | •    | •    | •    | •    | •    | 1    | •    | G    | SF   | 1    | QF   | G    | QF   | 2    | OP   | SF   |
| Irlanda de Nord               | •    | •    | •    | •    | •    | •    | •    | •    | •    | •    | •    | •    | •    | •    | OP   | •    | •    |
| Rep. Irlanda                  | •    | •    | •    | •    | •    | •    | •    | G    | •    | •    | •    | •    | •    | G    | OP   | •    | •    |
| Scoția                        | •    | •    | •    | •    | •    | •    | •    | •    | G    | G    | •    | •    | •    | •    | •    | G    | G    |
| Țara Galilor                  | •    | •    | •    | •    | •    | •    | •    | •    | •    | •    | •    | •    | •    | •    | SF   | OP   | •    |
| Țările de Jos                 | •    | •    | •    | •    | 3    | G    | •    | 1    | SF   | QF   | SF   | SF   | QF   | G    | •    | OP   | SF   |
| Naționale din Europa de Sud   |      |      |      |      |      |      |      |      |      |      |      |      |      |      |      |      |      |
| Albania                       | •    | •    | •    | •    | •    | •    | •    | •    | •    | •    | •    | •    | •    | •    | G    | •    | G    |
| Croația                       | •    | •    | •    | •    | •    | •    | •    | •    | •    | QF   | •    | G    | QF   | G    | OP   | OP   | G    |
| Grecia                        | •    | •    | •    | •    | •    | G    | •    | •    | •    | •    | •    | 1    | G    | QF   | •    | •    | •    |
| Italia                        | •    | •    | 1    | •    | •    | 4    | •    | SF   | •    | G    | 2    | G    | QF   | 2    | QF   | 1    | OP   |
| Macedonia                     | •    | •    | •    | •    | •    | •    | •    | •    | •    | •    | •    | •    | •    | •    | •    | G    | •    |
| Portugalia                    | •    | •    | •    | •    | •    | •    | SF   | •    | •    | QF   | SF   | 2    | QF   | SF   | 1    | OP   | QF   |
| Slovenia                      | •    | •    | •    | •    | •    | •    | •    | •    | •    | •    | G    | •    | •    | •    | •    | •    | OP   |
| Spania                        | •    | 1    | •    | •    | •    | G    | 2    | G    | •    | QF   | QF   | G    | 1    | 1    | OP   | SF   | 1    |
| Turcia                        | •    | •    | •    | •    | •    | •    | •    | •    | •    | G    | QF   | •    | SF   | •    | G    | G    | QF   |
| Total                         | 4    | 4    | 4    | 4    | 4    | 8    | 8    | 8    | 8    | 16   | 16   | 16   | 16   | 16   | 24   | 24   | 24   |

## Clasament
| Turneu | 1st | 2nd | 2nd | Semifinala | Turneu | 1st | 2nd | Semifinala | Turneu | 1st | 2nd | Semifinala |

| 2020 | Italia   | Anglia   | Danemarca | Spania     | 2024 | Spania        | Anglia                                    | Franța     | Țările de Jos    | 2028 |            |            |               |          |
| 2008 | Spania   | Germania | Turcia    | Rusia      | 2012 | Spania        | Italia                                    | Portugalia | Germania         | 2016 | Portugalia | Franța     | Țara Galilor  | Germania |
| 1996 | Germania | Cehia    | Anglia    | Franța     | 2000 | Franța        | Italia                                    | Portugalia | Țările de Jos    | 2004 | Grecia     | Portugalia | Țările de Jos | Cehia    |
| 1984 | Franța   | Spania   | Danemarca | Portugalia | 1988 | Țările de Jos | Uniunea Republicilor Sovietice Socialiste | Italia     | Germania de Vest | 1992 | Danemarca  | Germania   | Țările de Jos | Suedia   |

| Turneu | 1st | 2nd | 3rd | 4th | Turneu | 1st | 2nd | 3rd | 4th | Turneu | 1st | 2nd | 3rd | 4th |

| 1972 | Germania de Vest                          | Uniunea Republicilor Sovietice Socialiste | Belgia       | Ungaria | 1976 | Cehoslovacia | Germania de Vest                          | Țările de Jos | Iugoslavia | 1980 | Germania de Vest | Belgia     | Cehoslovacia | Italia                                    |
| 1960 | Uniunea Republicilor Sovietice Socialiste | Iugoslavia                                | Cehoslovacia | Franța  | 1964 | Spania       | Uniunea Republicilor Sovietice Socialiste | Ungaria       | Danemarca  | 1968 | Italia           | Iugoslavia | Anglia       | Uniunea Republicilor Sovietice Socialiste |

## Top Medalii
| Locul | Naționala     |            |            |   | Locul 4 |   |
| Locul | Naționala     | Semifinale | Semifinale |   |         |   |
| ----- | ------------- | ---------- | ---------- | - | ------- | - |
| 1     | Spania        | 4          | 1          | 1 | 1       | 5 |
| 2     | Germania      | 3          | 3          | 3 | 3       | 6 |
| 3     | Italia        | 2          | 2          | 1 | 1       | 4 |
| 4     | Franța        | 2          | 1          | 2 | 1       | 3 |
| 5     | Rusia         | 1          | 3          | 1 | 1       | 4 |
| 6     | Cehia         | 1          | 1          | 2 | 1       | 4 |
| 7     | Portugalia    | 1          | 1          | 3 | 3       | 2 |
| 8     | Țările de Jos | 1          | –          | 1 | 4       | 2 |
| 9     | Danemarca     | 1          | –          | 2 | 1       | 1 |
| 10    | Grecia        | 1          | –          | – | –       | 1 |
| 11    | Anglia        | –          | 2          | 1 | 1       | 3 |
| 12    | Serbia        | –          | 2          | – | 1       | 2 |
| 13    | Belgia        | –          | 1          | 1 | –       | 2 |
| 14    | Ungaria       | –          | –          | 1 | 1       | 1 |
| 15    | Suedia        | –          | –          | 1 | 1       | – |
| 15    | Turcia        | –          | –          | 1 | 1       | – |
| 15    | Țara Galilor  | –          | –          | 1 | 1       | – |

## Top marcatori
| Locul | Naționalitate | Jucător           | Goluri marcate | Medalii | Medalii | Semifinala | Golgheter | Golgheter |
| ----- | ------------- | ----------------- | -------------- | ------- | ------- | ---------- | --------- | --------- |
| Locul | Naționalitate | Jucător           | Goluri marcate |         |         | Semifinala | Goluri    | Turneu    |
| 1     | Portugalia    | Cristiano Ronaldo | 14             | 2016    | 2004    | 2012       | 5         | 2020      |
| 2     | Franța        | Michel Platini    | 9              | 1984    | -       | -          | 9         | 1984      |
| 3     | Anglia        | Alan Shearer      | 7              | -       | -       | 1996       | 5         | 1996      |
| 3     | Franța        | Antoine Griezmann | 7              | -       | 2016    | -          | 6         | 2016      |

## Referință
1. ↑  „Regulations of the UEFA European Football Championship 2018–20”. UEFA.com. Union of European Football Associations. 9 martie 2018. Arhivat din original la 11 mai 2021. Accesat în 11 mai 2021.
2. ↑  Horn, Nicolas (3 iunie 2024). „Euro 2024 team guides part one: Germany”. The Guardian. Accesat în 5 iunie 2024.
3. ↑  Ostlere, Lawrence (4 iunie 2024). „England's Euro 2024 squad: Who's on the plane, who's in contention and who will miss out?”. The Independent. Accesat în 5 iunie 2024.
4. ↑  Pandit, Rupa (23 februarie 2022). Physical Education: Textbook for ICSE Class 10 (în engleză). Oswal Publishers. ISBN 978-93-90278-47-3.
5. ↑  Authors, Panel of. Arun Deep's 10 Years Solved Papers For ICSE Class 10 Exam 2023 - Comprehensive Handbook Of 15 Subjects - Year-Wise Board Solved Question Papers, Revised Syllabus 2023 (în engleză). Ravinder Singh and sons. p. 1558.
6. ↑  „Euro 2016 seen by 2 billion on TV; 600m watch final”. ESPN. 15 decembrie 2016. Accesat în 16 februarie 2024.
7. ↑  „UEFA EURO 24 – The biggest European football tournament is here again after four years! | EXIsport Eshop EU”. www.exisport.eu (în engleză). Accesat în 21 martie 2024.
8. ↑  Pyta, W.; Havemann, N. (25 martie 2015). European Football and Collective Memory (în engleză). Springer. p. 59. ISBN 978-1-137-45015-9.
9. ↑  Dunmore, Tom (16 septembrie 2011). Historical Dictionary of Soccer (în engleză). Scarecrow Press. p. 250. ISBN 978-0-8108-7188-5.
10. ↑  „2005/2006 season: final worldwide matchday to be 14 May 2006”. FIFA.com. Fédération Internationale de Football Association. 19 decembrie 2004. Arhivat din original la 12 iulie 2012. Accesat în 13 ianuarie 2012.
11. ↑  „La Roja e prima națională din istorie cu 4 titluri europene! A câștigat EURO 2024, după 2-1 cu Anglia în finală”. golazo.ro. 14 iulie 2024. Accesat în 12 iulie 2021.
12. ↑  „Delaunay's dream realised in France”. UEFA.com. Union of European Football Associations. 30 ianuarie 2012. Accesat în 24 februarie 2012.
13. ↑  „The Henri Delaunay Cup”. UEFA.com. Union of European Football Associations. 28 ianuarie 2012. Accesat în 24 februarie 2012.
14. ↑  „1960 UEFA European Championship – Teams”. UEFA.com. Union of European Football Associations. Accesat în 24 februarie 2012.
15. ↑  „Ponedelnik heads Soviet Union to glory”. UEFA.com. Union of European Football Associations. 1 octombrie 2003. Accesat în 26 februarie 2012.
16. ↑  Rostance, Tom (21 mai 2012). „Euro 1960: Lev Yashin leads Soviets to glory in France”. BBC Sport. British Broadcasting Corporation. Accesat în 11 iunie 2012.
17. ↑  „France 1960”. BBC Sport. British Broadcasting Corporation. 17 mai 2004. Accesat în 24 februarie 2012.
18. ↑  „Spain savour home comforts”. UEFA.com. Union of European Football Associations. 21 decembrie 2011. Accesat în 24 februarie 2012.
19. ↑  „Spain 1964”. BBC Sport. British Broadcasting Corporation. 17 mai 2004. Accesat în 24 februarie 2012.
20. ↑  „Spain's Marcelino stoops to conquer Europe”. UEFA.com. Union of European Football Associations. 2 octombrie 2003. Accesat în 26 februarie 2012.
21. ↑  „Italy make most of good fortune”. UEFA.com. Union of European Football Associations. 20 decembrie 2011. Accesat în 24 februarie 2012.
22. ↑  „Italy 1968”. BBC Sport. British Broadcasting Corporation. 17 mai 2004. Accesat în 24 februarie 2012.
23. ↑  „Italy through to final after coin toss”. UEFA.com. Union of European Football Associations. 2 octombrie 2003. Accesat în 26 februarie 2012.
24. ↑  „Hosts Italy earn final replay against Yugoslavia”. UEFA.com. Union of European Football Associations. 2 octombrie 2003. Accesat în 26 februarie 2012.
25. ↑  „Riva steers Italy to EURO 1968 final replay win against Yugoslavia”. UEFA.com. Union of European Football Associations. 2 octombrie 2003. Accesat în 26 februarie 2012.
26. ↑  „1968 UEFA European Championship – Teams”. UEFA.com. Union of European Football Associations. Accesat în 24 februarie 2012.
27. ↑  „Müller strikes twice as West Germany beat USSR in 1972 EURO final”. UEFA.com. Union of European Football Associations. 3 octombrie 2003. Accesat în 26 februarie 2012.
28. ↑  Dunbar, Graham (2 iulie 2010). „Abreu's 'Panenka' penalty revives 1976 classic”. USA Today. Associated Press. Accesat în 9 iunie 2012.
29. ↑  „Panenka the hero for Czechoslovakia”. UEFA.com. Union of European Football Associations. 27 februarie 2008. Accesat în 9 iunie 2012.
30. ↑  „Italy 1980”. BBC Sport. British Broadcasting Corporation. 17 mai 2004. Accesat în 24 februarie 2012.
31. ↑  „Hrubesch turns West Germany's unlikely hero”. UEFA.com. Union of European Football Associations. 4 octombrie 2003. Accesat în 26 februarie 2012.
32. ↑  „Hrubesch crowns West German win”. UEFA.com. Union of European Football Associations. 21 iunie 2008. Accesat în 9 iunie 2012.
33. ↑  „Platini shines for flamboyant France”. UEFA.com. Union of European Football Associations. 20 decembrie 2011. Accesat în 24 februarie 2012.
34. ↑  „Platini shines for flamboyant France”. UEFA.com. Union of European Football Associations. 20 decembrie 2011. Accesat în 24 februarie 2012.
35. ↑  „France 1984”. BBC Sport. British Broadcasting Corporation. 17 mai 2004. Accesat în 11 iunie 2012.
36. ↑  „Van Basten sparks Netherlands joy”. UEFA.com. Union of European Football Associations. 20 decembrie 2011. Accesat în 24 februarie 2012.
37. ↑  „West Germany 1988”. BBC Sport. British Broadcasting Corporation. 17 mai 2004. Accesat în 24 februarie 2012.
38. ↑  „Van Basten ends Dutch wait”. UEFA.com. Union of European Football Associations. 5 octombrie 2003. Accesat în 26 februarie 2012.
39. ↑  „Van Basten's volley”. UEFA.com. Union of European Football Associations. 20 decembrie 2011. Accesat în 24 februarie 2012.
40. ↑  „Denmark late show steals spotlight”. UEFA.com. Union of European Football Associations. 30 ianuarie 2012. Accesat în 25 februarie 2012.
41. ↑  „Sweden 1992”. BBC Sport. British Broadcasting Corporation. 27 mai 2004. Accesat în 25 februarie 2012.
42. ↑  „Schmeichel helps Denmark down Netherlands”. UEFA.com. Union of European Football Associations. 5 octombrie 2003. Accesat în 26 februarie 2012.
43. ↑  „Gatecrashing Denmark down Germany”. UEFA.com. Union of European Football Associations. 5 octombrie 2003. Accesat în 26 februarie 2012.
44. ↑  „Football comes home for Germany”. UEFA.com. Union of European Football Associations. 1 februarie 2012. Accesat în 25 februarie 2012.
45. ↑  „Hosts denied by Germany in epic semi-final”. UEFA.com. Union of European Football Associations. 6 octombrie 2003. Accesat în 26 februarie 2012.
46. ↑  „Bierhoff hero of Germany's EURO '96 win”. UEFA.com. Union of European Football Associations. 6 octombrie 2003. Accesat în 26 februarie 2012.
47. ↑  „England 1996”. BBC Sport. British Broadcasting Corporation. 17 mai 2004. Accesat în 25 februarie 2012.
48. ↑  Lister, Graham (1 decembrie 2011). „Euro 2012 History: The 2000 finals”. Goal.com. Accesat în 11 iunie 2012.
49. ↑  „Golden boy Trezeguet relives France's 2000 glory”. UEFA.com. Union of European Football Associations. 20 decembrie 2011. Accesat în 25 februarie 2012.
50. ↑  McNulty, Phil (20 decembrie 2004). „Greece defy the odds at Euro 2004”. BBC Sport. British Broadcasting Corporation. Accesat în 25 februarie 2012.
51. ↑  „France 0–1 Greece”. BBC Sport. British Broadcasting Corporation. 25 iunie 2004. Accesat în 25 februarie 2012.
52. ↑  „Greece 1–0 Czech Rep”. BBC Sport. British Broadcasting Corporation. 1 iulie 2004. Accesat în 25 februarie 2012.
53. ↑  „Dellas delight stuns Czech Republic”. UEFA.com. Union of European Football Associations. 2 iulie 2004. Accesat în 25 februarie 2012.
54. ↑  „New UEFA EURO Trophy to be unveiled” (PDF). UEFA.com. Union of European Football Associations. 23 ianuarie 2006. Accesat în 2 aprilie 2023.
55. ↑  „UEFA EURO 2008 – Match Schedule” (PDF). UEFA.com. Union of European Football Associations. Arhivat din original (PDF) la 4 noiembrie 2005. Accesat în 25 februarie 2012.
56. ↑  „Euro 2008 venues”. BBC Sport. British Broadcasting Corporation. 27 mai 2008. Accesat în 25 februarie 2012.
57. ↑  McNulty, Phil (29 iunie 2008). „Germany 0–1 Spain”. BBC Sport. British Broadcasting Corporation. Accesat în 25 februarie 2012.
58. ↑  „EURO joy for Poland and Ukraine”. UEFA.com. Union of European Football Associations. 19 aprilie 2007. Accesat în 10 ianuarie 2012.
59. ↑  „Record-breaking Spain retain European title”. Dawn (în engleză). 3 iulie 2012. Accesat în 24 octombrie 2021.
60. ↑  „Sepp Blatter confident of positive goal-line technology vote”. BBC Sport. British Broadcasting Corporation. 21 iunie 2012. Accesat în 2 iulie 2012.
61. ↑  „Uefa to expand Euro Championship”. BBC Sport. British Broadcasting Corporation. 26 septembrie 2008. Accesat în 6 decembrie 2017.
62. ↑  „EURO expands to 24”. UEFA.com. Union of European Football Associations. 26 septembrie 2008. Accesat în 23 februarie 2014.
63. ↑  „Michel Platini annoyed at England after they opposed expansion of Euro 2016”. The Guardian. 22 februarie 2014. Accesat în 23 februarie 2014.
64. ↑  „France beat Turkey and Italy to stage Euro 2016”. BBC Sport. British Broadcasting Corporation. 28 mai 2010. Accesat în 11 ianuarie 2012.
65. ↑  „UEFA approves 24-team Euro from 2016” (PDF). UEFA.com. Union of European Football Associations. 27 septembrie 2008. Arhivat din original (PDF) la 4 iulie 2010. Accesat în 22 iunie 2012.
66. ↑  „TFF Bașkanı'ndan Açıklama” [TFF President Announcement] (în turcă). Turkish Football Federation. 17 aprilie 2012. Accesat în 11 iunie 2012.
67. ↑  „Scotland and Wales consider late joint bid to stage Euro 2020”. The Guardian. 14 mai 2012. Accesat în 11 iunie 2012.
68. ↑  „Georgia makes solo bid for Euro 2020”. AFP. 15 mai 2012. Arhivat din original la 25 mai 2012. Accesat în 11 iunie 2012.
69. ↑  „UEFA EURO 2020 to be held across continent”. UEFA.com. Union of European Football Associations. 6 decembrie 2012. Accesat în 24 ianuarie 2013.
70. ↑  „EURO 2020: host cities and stadiums”. UEFA.com. Union of European Football Associations. 30 noiembrie 2019. Accesat în 20 august 2020.
71. ↑  „Wembley to stage UEFA EURO 2020 final”. UEFA.com. Union of European Football Associations. 19 septembrie 2014.
72. ↑  „EURO 2020 to open in Rome, more London games, venues paired”. UEFA.com. Union of European Football Associations. 7 decembrie 2017. Accesat în 7 decembrie 2017.
73. ↑  „UEFA postpones EURO 2020 by 12 months”. UEFA.com. Union of European Football Associations. 17 martie 2020. Accesat în 17 martie 2020.
74. ↑  Fallon, John. „Euro 2020: Why has Dublin lost hosting rights? What happens if I have tickets?”. The Irish Times (în engleză). Accesat în 1 iunie 2021.
75. ↑  „Euro 2020: Seville to replace Bilbao as Spanish host city – Football Espana”. 16 aprilie 2021.
76. ↑  „Euro 2020 final: England beaten by Italy on penalties”. BBC Sport. 11 iulie 2021. Accesat în 6 iunie 2022.
77. ↑  „What is the UEFA Euro 2024 trophy?”. bundesliga.com - the official Bundesliga website (în engleză). Accesat în 21 martie 2024.
78. ↑  Harrold, Michael (27 ianuarie 2006). „You won't find a superior trophy”. UEFA.com. London: Union of European Football Associations. Arhivat din original la 2 aprilie 2013. Accesat în 13 ianuarie 2012.
79. ↑  „New trophy for UEFA EURO 2008”. UEFA.com. Union of European Football Associations. 24 ianuarie 2006. Arhivat din original la 2 aprilie 2013. Accesat în 13 ianuarie 2012.
80. ↑  „Regulations of the UEFA European Football Championship 2006/08” (PDF). 2.08: UEFA. p. 3. Arhivat din original (PDF) la 10 octombrie 2003. Accesat în 11 iulie 2016.
81. ↑  „Regulations of the UEFA European Football Championship 2010–12” (PDF). 3.08: UEFA. p. 4. Arhivat din original (PDF) la 15 februarie 2010. Accesat în 4 iulie 2012.
82. 1 2  „Regulations of the UEFA European Football Championship 2014–16” (PDF). 4.08: UEFA. p. 11. Arhivat din original (PDF) la 19 decembrie 2013. Accesat în 2 septembrie 2016.
83. ↑  „SportMob – Everything you need to know about UEFA EURO history”. SportMob (în engleză). 28 octombrie 2020. Arhivat din original la 28 februarie 2024. Accesat în 21 martie 2024.
84. ↑  „Uefa sets deadline over Euro 2012”. BBC Sport. British Broadcasting Corporation. 28 iunie 2008. Accesat în 13 mai 2011.
85. ↑  „Uefa to expand Euro Championship”. BBC Sport. British Broadcasting Corporation. 26 septembrie 2008. Accesat în 13 mai 2011.
86. ↑  „EURO top marcatori: din toate timpurile și pentru fiecare turneu” (în engleză). uefa.com. Accesat în 23 iunie 2021.
87. ↑  „Uefa va extinde Campionatul European” (în engleză). news.bbc.co.uk. Accesat în 26 septembrie 2008.